# アイドルタイムプリパラ
『アイドルタイムプリパラ』は、タカラトミーアーツとシンソフィアが共同開発したトレーディングカードアーケードゲーム『アイドルタイムプリパラ』を原作とするテレビアニメ。2017年4月4日から2018年3月27日までテレビ東京系列他で放送されていた。

## 概要
前作『プリパラ』の続編に当たる。主人公は前作の真中らぁらが引き続き登場するのに加えて新主人公の夢川ゆいが登場するダブル主人公体制となり、作品の舞台も前作のパラ宿に代わり新しくプリパラがオープンしたパパラ宿へ移る。アニメーションは『プリパラ』に引き続いてタツノコプロと韓国のDONGWOO A&Eの共同制作であり、監督の森脇真琴、シリーズ構成の土屋理敬を始めとして、基本的に『プリパラ』のスタッフが引き続き制作を行うが、音楽が斉藤恒芳、石塚玲依から、はまたけしに交代する。第27話以降は渡部チェルも参加している。
前作同様、基本的に2次元（2D）による作画だが、ダンスシーンのみ3DCGによるトゥーンレンダリング描写となっている。
また、本作では「時間」が重要なテーマとなっており「アイドルを目指す熱い気持ち」がライブの持ち時間に変換される「アイドルタイム」という新システムが採り入れられている。この他、男子が活躍するプリパラとして『ダンプリ』が登場する他、前作では回想のみでの登場だったプリティーリズム時代の登場人物をモデルとしたキャラクターも一部登場する。
本作の直接的な劇場版は制作されていないが、『劇場版 プリパラ&キラッとプリ☆チャン 〜きらきらメモリアルライブ〜』にて、本作の新規キャラクターが登場している。また、『KING OF PRISM-Your Endless Call-み〜んなきらめけ!プリズム☆ツアーズ』に本作からWITHが登場している。
2018年3月をもって放送終了し、翌4月に『キラッとプリ☆チャン』へ移行したことで、プリパラシリーズの展開は一旦終了となった。ただし、その後もアイドルタイムプリパラ名義で新曲が制作が続けられており、今作から登場した『ダンプリ』のWITHや、前作から登場するNonSugarを中心に様々な展開が行われている。
2021年11月26日からは本作から3年ぶりの新作アニメとして、Webアニメ『アイドルランドプリパラ』が配信中。本作の新規キャラクターも登場し、ストーリーも本作の後日談となっている。

## あらすじ
アイドルに憧れる私立アボカド学園の小学6年生・夢川ゆいが住むパパラ宿の街に、新しくプリパラがオープンすることになった。ゆいは早速私立アボカド学園に転校してきた神アイドル・真中らぁらとともにプリパラタウンに入るが、らぁらはプリパラチェンジした姿ではなくゆいと同じ小学6年生の普通の少女の姿であった。システムエラーでプリパラチェンジが出来なくなったらぁらはゆいと意気投合し、パパラ宿のプリパラを盛り上げるべく奮闘する。
但しパパラ宿は男の子のプリパラ「ダンプリ」が盛んであり、殆どの女子がダンプリに夢中でプリパラに興味が無く、アボカド学園でも当初はプリパラが禁止されていたほどであった（後に解禁）。この苦境の中でも、ゆいとらぁらの努力により徐々にプリパラが発展していき、やがて同じ学園に通う虹色にのや幸多みちるたちをプリパラに引き込むことになる。この間にパラ宿のプリパラで騒動を起こした罰としてパパラ宿に移ってきたGaarmagedonも、ゆい達に協力する様になる。
そんな中、第1回アイドルタイムグランプリ終了後、謎の精霊・ファララ・ア・ラームが現れる。彼女はめが兄ぃすら知らなかった人物で、パパラ宿のプリパラに関わるキーパーソンとなっていく。
ゆい達の尽力でパパラ宿のプリパラが全面開業したことに伴い、ゆい達は次の使命として、プリパラ宣伝大使として各地のプリパラを旅することになった。ゆいはこの旅を通じて、ダンプリアイドルである兄の夢川ショウゴと和解し、さらに元祖神アイドル・華園みあの妹である華園しゅうかとも初対面する。これと前後して、パパラ宿のプリパラにファララと瓜二つの精霊・ガァララ・ス・リープが出現、ファララの完全復活を阻止するべく、マスコットのパックと共に暗躍する。
そんな中、しゅうかが私立アボカド学園へ転入し、姉のみあもプリパラカフェで仕事をすることになる。一時的に復活したファララから古代プリパラの真相を聞いたゆい達は、ファララの完全復活とガァララの暗躍の阻止を目指すことになる。そして、ゆい、にの、みちるの3人でチーム「MY☆DREAM」を結成し最後のグランプリを制覇し、ファララを完全復活させることに成功するが、ファララはらぁらを元に戻した直後にパックが再び夢を食べ始めたため再び眠りにつく。このため、ゆい達は古代プリパラの3つのメガネを探し、ファララとガァララの問題が円満に解決するための謎を探すことになる。一方、最後のグランプリを制覇できなかったしゅうかはショックを受ける中、ガァララに気に入られるも、同時に夢を奪う為の手駒として利用されたことで一時仲違いになる。その後の和解を経てガァララも悪事をやめることを宣言し、パックもガァララに止められたことで、女の子が夢を奪われるということは無くなりファララも再び目覚めたものの、それと引き換えにガァララは再び眠りにつく。
古代プリパラのメガネおよびアイドルタイムシリーズのコーデをそれぞれ3つ揃えたMY☆DREAMは、ガァララを救うため、古代プリパラへ向かう。そこで時のジュエルを回収したことでシステムが改められ、ファララとガァララの問題は円満に解決されたものの、ガァララと2人きりを望むパックは今まで貯めてきた夢を時計塔ごと吸収し、巨大な怪物となる。パックの暴動はらぁらの強い想いで収まるが、それと引き換えにらぁらは力尽き、パックの中に時間と共に封印される。最後はMY☆DREAMや彼女達によって復活したらぁら、その他大勢のアイドルの夢の力で、パックの悲しみを浄化し元に戻すことに成功する。
パックの騒動が円満に解決し、任務を成功させたらぁら達はゆい達に別れを告げ、再会出来ることを信じて別のプリパラへ旅立つ。

## 登場キャラクター

### 主人公
夢川 ゆい（ゆめかわ ゆい）
声 - 伊達朱里紗
誕生日 - 8月18日（米の日）
血液型 - AB型
好きな食べ物 - ご飯、わたあめ
使用ブランド - FantasyTime（ファンタジータイム）
本作の主人公。私立アボカド学園に通う小学6年生（6年A組）。玉子色の髪に紫色の瞳をしていて、プリパラチェンジの時は髪と背が伸びる。一人称は「わたし」。『劇場版プリパラ み〜んなでかがやけ!キラリン☆スターライブ!』のラストにて先行して登場した他、前作『プリパラ』の最終話でカメオ出演し、ジュリィからプリチケを受け取っている。
兄のショウゴの影響でアイドルに憧れ、パラ宿など他の街の情報収集も欠かさないプリパラファンで、デビュー前から独自に歌やダンスの鍛錬も重ねていた。パパラ宿には女の子のプリパラが浸透しておらず、「自分がアイドルになるなんて夢のまた夢」と思っていたが、地元にプリパラがオープンし、らぁらに誘われることでデビューを果たす。接頭に「ユメ」を付けるのが口癖（「ユメカワ」など）。キャッチコピーは「やるき！げんき！寝起き！」
ごはんが大好物で電子ジャー・タッキーを常時携帯している。編み物も得意である。
重度の妄想癖があり、妄想に耽ると周りが見えなくなったり、妄想から勝手に思い込む癖がある（その際には目つきが変化して「ユメ目」になり、瞳が虹色に輝く、きらめく星が周囲にあふれ出す）。友達からはこの一連の流れを「妄想タイム」と呼称されており、ゆい自身もつい「ユメっちゃった」と行為を自覚している。第36話ではにのとみちるの為に夢を封印しようとしたこともあるが、にのとみちるに夢を見ても良いと言われたことで再び夢を見続ける決意をする。第45話でガァララの運命を知ったことや、ショウゴに「（しゅうかは）ユメってばっかのお前じゃ勝てる相手じゃない」と言われたこと、更に周囲からの応援を受けたことも重なり、改めて「皆が幸せなプリパラを作る」という夢を手に入れる。
第12話の第1回アイドルタイムグランプリでは、同日に行われたソフトボールの試合の助っ人で足を怪我しながらも、にのの為にと怪我の痛みを我慢しながら参加、にのを下して優勝した。その際、ファララから自身のゆめサイリウムコーデとアイドルタイムコーデの一つ、時のヘアアクセを授かっている。
第19話から第22話までの夏休み期間、プリパラ宣伝大使に任命され、各地へパパラ宿のプリパラの素晴らしさを伝える旅に出ていた。
第25話以降、ファララからの言葉からパパラ宿の危機を知る。そして、女の子たちの夢を守るために、にのとみちるとの3人チーム結成に向けて奮闘し、第35話で「MY☆DREAM」としてチーム結成に漕ぎ着けた。
第45話では、昼のコーデを巡ってしゅうかとライブ対決を行い勝利、ファララから昼のコーデを受け取る。
真中 らぁら（まなか らぁら）
声 - 茜屋日海夏
※誕生日などの詳細なプロフィールは、『プリパラ (アニメ)#主要人物』を参照。
前作『プリパラ』の主人公で、パラ宿のプリパラで神アイドルとなった小学6年生。本作のもう一人の主人公として引き続き登場する。神アイドルは各地のプリパラを盛り上げる為に派遣される使命を持っており、新たに開業したパパラ宿のプリパラ担当として私立パプリカ学園から私立アボカド学園小学部（6年A組）へ転入。寮でルームメイトとなったゆいとプリパラのため、切磋琢磨することになる。
プリパラの中ではプリパラチェンジによって成長した姿となるはずが、ゆいとぶつかりプリチケが折り曲がったことでシステムエラーが発生。これ以降プリパラ内（パパラ宿、パラ宿などを含めた全てのプリパラ内）では小学生（プリパラ外）の姿のまま活動することになる。アイドルタイムを得てライブをする時だけ成長した姿（本来のプリパラ内の姿）になれる。そのため第2話までゆい達にはらぁらが神アイドルである事実が認識されなかった。第34話以降は、ライブ以外でも強い感情を持った時に一時的に元の姿に戻るようになり、第38話でファララの能力によってプリチケが直り、完全に元の姿に戻る。
第19話から第22話まで、プリパラ宣伝大使の手伝いとして、各地へパパラ宿のプリパラの素晴らしさを伝える旅に出ていた。
第47話ではゆい達を救うためパックを止めようとしたが、パックを止めた代償として力尽きて倒れ、パックの中に封印される。第50話でパックに閉じ込められたアイドル達の夢を励ましながらMY☆DREAMに助けられて目を覚ます。
第51話でパパラ宿の任務を終え、別のプリパラに派遣されることになった。その際ゆいに「さよならだけどさよならじゃない」と言って別れを告げている。また、ゆいのエスコートも務める。

### 本作より登場のキャラクター

#### 主要人物
前作同様、主にアーケードゲーム版でプレイ可能なキャラクターを「主要人物」として記載する。

##### MY☆DREAM（マイドリーム）
ゆい・にの・みちるによる3人のアイドルユニット。通称「マイドリ」。第35話で結成され、第37話で正式にチーム名が決定し、第4回アイドルタイムグランプリで優勝を果たし、アイドルタイムコーデの一つである時のトップスをファララから授かっている。第45話 - 第46話では、ファララとガァララのシステムを変える為、古代プリパラへ向かい時のジュエルを回収した。第49話でゴッドアイドルとなったDressingPaféの助けによりパックの中へ向かう。
夢川 ゆい（ゆめかわ ゆい）
「主人公の節」を参照。
虹色 にの（にじいろ にの）
声 - 大地葉
誕生日 - 3月14日（円周率の日）
血液型 - A型
好きな食べ物 - パン類全般
使用ブランド - NeonDrop（ネオンドロップ）
ゆいと同じ私立アボカド学園の小学6年生（6年C組）。普段は青緑色の髪に緑色の瞳をしていて、プリパラチェンジの時は髪と背が伸び、さらに髪の色が青緑色と黄緑色の毛先のグラデーションになる。一人称は「にの」で、語尾に「っす」とつける。「ちゃっす！（こんにちは）」「しゃらっす！（よろしくお願いします）」「あたした！（ありがとうございました）」など独自の語呂の挨拶をする。主食はパン派。
明るくさっぱりとした性格であり、運動神経が抜群で、放課後は運動部の助っ人や自主トレーニングを行うことが多い。お化けや不気味な環境にも動じず、姿を消したパックの気配を感じることもできるが、その一方でメンタルに非常に弱い一面もあり、最初はゆいと異なり、夢というものも信じず、目先の小さな目標だけをこなして、最終的な大きな夢を持っていなかった。
このため、当初プリパラについては興味が無かったが、第8話でテニス部の練習試合とゆいとらぁらのライブの視聴を通じて「スポーツとアイドルは何か通じるものがあるかもしれない」と多少の興味を抱くようになる。そして第10話でシオンとの対決とゆいとらぁらの熱意を感じて、正式にアイドルデビューを果たした。その後、第11話でソフトボールで怪我をしながらもアイドルタイムグランプリでライブを成功させたゆいを見て、夢を持つことの大切さを知り、自分もゆいの様に大きな夢を見つける決意をし、絶体絶命な状況であったソフトボールの試合を逆転勝利に導き、アイドルタイムグランプリに出場する。結果はゆいに敗れたが、にのは元々今回のライブがグランプリ戦だったことを知らなかったということもあり、落ち込まずに、次回の大会へのリベンジを誓っていた。そして第18話の第2回アイドルタイムグランプリで、ゆいとみちるを下し優勝を果たした。その際、自身のゆめサイリウムコーデとアイドルタイムコーデの一つである時のスカートをファララから授かっている。
第19話から第22話まで、プリパラ宣伝大使に任命され、各地へパパラ宿のプリパラの素晴らしさを伝える旅に出ていたが、助っ人の仕事や国体への出場と両立する形となっていた。
第24話でのシオンとの柔道での対決後、シオンのような人物になるという夢を手に入れたが、当のシオンには「そのような小さな夢でよいのか?」と問われている。実は幼少期に「ヒーローアイドル」を目指すという本来の大きな夢を持っていたが、第30話にて、その大きな夢はパックに食べられていたことが判明した。しかし、夢を食べられた他の女の子たちは夢を持っていたこと自体を忘れることに対して、にのはぼんやりとではあるが、かつて夢を持っていたことは覚えている様子である。ガァララ曰く、「まだ固まってはないが、新しい夢が生まれかけている」らしい。そして第33話で、パックを追いかけている最中に見つけたガァララの塔で、自身のかつての夢を見つけて取り戻し、ちあ子の夢も取り戻すことにも成功した。
また、同時に今までの運動部の助っ人をしてきたことも、困った人を救いたいという思いから、夢を奪われても、幼少期からのヒーロー故の本質は見失っていなかったことになる。
第43話で古代プリパラのメガネの指示に従い、自らの壁となるシオンから王冠を奪う勝負に勝利。その後のライブで、ファララから朝のコーデを受け取る。
ゆいからの3人チームへの勧誘は、一時は自身に大きな夢が無かったことから断っていたこともあったものの、承諾している。
第51話でシオンから「一五四六四九流」免許皆伝の称号を与えられる。
幸多 みちる（こうだ みちる）
声 - 山田唯菜
誕生日 - 7月13日（オカルト記念日）
好きな食べ物 - 麺類
血液型 - O型
使用ブランド - MeltyLily（メルティリリィ）
私立アボカド学園の中学2年生。中学生でありながら、ゆい達小学生並みに小柄な体格であり、灰色の髪に茶色の瞳をしている。プリパラ外ではウェーブヘアで、眼鏡をかけている。一人称は「わたし」で、敬語を使って会話をする。
プリパラ外では臆病で消極的な性格で「無理です、無理無理無理無理……」が口癖。常に不幸な体質であることに悩んでいる日々を過ごしていたが、第14話であろまと出会い、彼女に小悪魔としての契約を結ばれ、第15話で正式にアイドルデビューを果たした。
プリパラ内では背が伸び、左右に2本の三つ編みが入ったウェーブのロングヘアと赤い瞳に変わり、同時にクールで自信に溢れたやや傲慢な性格となり、一人称も「わらわ」、口調も若干古風で尊大なものとなり、口癖も「何でも出来る、出来る出来る出来る出来る……」に変化、プー大陸の姫にして巫女のプリンセス「ミーチル」と自称する。周囲の人物の前世を言い当てるなど、霊感も強くなる。アイドルタイムマイクを用いた占いをよくする。故に第40話では、性格が似ているちりと対立していた。
アイドルタイムグランプリは第2回より出場したが、第2回はにのに、第3回はしゅうかにそれぞれ敗北していたが、第4回でMY☆DREAMとして、初優勝を果たしている。第19話より、プリパラ宣伝大使に任命されたが、プリパラ外での性格故に欠席することになった。ただし、パカ松の納涼フェアやプリパリの「La Pool de Purance」には参加している。
あろまに対しては言いなりになっていることに忸怩たる思いを抱いているが、自分の気持ちを言い出せずにいる。一方でミーチルとしては主従の意識がないため、あろまの言葉に従順ではない。第26話より、あろまに関する悩みを知ったゆいの提案で、プリパラ外のみちるとプリパラ内のミーチルとで、交換日記「ユメカワノート」を始める。そしてチーム結成の直前に小悪魔としての契約の破棄を宣言したが、その後もあろまに頭が上がらないことは変わらない。
ゆいからの3人チームへの勧誘は、みちるとしては承諾しているが、ミーチルとしてはしゅうかと組むことや、プー大陸を浮上させて帰るという理由をつけて断っていたが、第35話でみちるが夢を思い出したことから、ようやくチーム結成を承諾する。ミーチルとしては「プー大陸」が、実はあろまのでっち上げであることは知っていたが、実は「みちるが自らの夢を取り戻す」ことが、彼女の言う「プー大陸の浮上」であった。しかし、その後も「新たなプー大陸の浮上」を夢見続けている。
第30話で、過去にパックに狙われたが、その頃から夢を持っていなかったことが明かされたが、実はみちるがパックに夢を狙われる直前、右肩に「誰よりも強くて華やかで気高い、お姫様みたいなアイドルになる」という夢を隠していたため、パックに狙われずに済んでいた。その夢が後のミーチルとなった。
第44話で古代プリパラのメガネの指示に従い、自らの壁となるあろまを従わせる（＝みちるを「様」付けで呼ばせる）という試練に直面する。最初はあろまから拒否されたものの、最後はあろまを強く叱責して彼女を従わせた。その後のライブで、ファララから夜のコーデを受け取る。

##### EVER GOLD（エヴァーゴールド）
しゅうか、ガァララ、ミミ子による3人のアイドルユニット。第51話でMY☆DREAMに対抗するチームとして結成された。チーム名は「いつまでも黄金のように輝き合う友達でいられるように」という意味を込めて付けられた。
華園 しゅうか（はなぞの しゅうか）
声 - 朝日奈丸佳
誕生日 - 10月17日（貯蓄の日）
好きな食べ物 - サラダ、フライドポテト
血液型 - B型
使用ブランド - RichVenus（リッチヴィーナス）
元祖神アイドル・みあの妹で、RichVenusのオーナーでもある。藍色のポニーテールに紫色の瞳をしている。一人称は「わたくし」で、普段はお嬢様口調、興奮すると名古屋弁を織り交ぜた独特の話し方をする。「アイドルタイム・イズ・マネー」が口癖。プリパラ内では髪と背が少し伸びる。
アニメでは第22話で初登場。プリパリのカフェで姉を待っている最中に、ゆいと初対面している。第27話で私立アボカド学園6年A組へ転入した。寮は4人部屋を一人で使い、内装をきらびやかに改造している。
各地のプリパラでアイドルデビューしてナンバー1になったという実力の持ち主でもある。高飛車な拝金主義者で、お金と時間を無駄に使うのを嫌っている、現実主義者のセレブ系アイドル。寮の家具をレンタルで利用する等強い節約志向がある一方、アイドル活動の為なら出費を惜しまない姿勢もあり、アイドルタイムを金で買おうとしたこともある。
過去に何でも即座に夢を叶えていた経験から、夢を見ることを一番の無駄と考え、夢を見ることよりも目標を設定することで自分の実力を上げるスタイルをとり、また「夢はすぐに叶い現実になる」としている。そのため、夢を盛んに語るゆいのことは良く思っておらず、にのも汗だくという理由で嫌っている。らぁら及びSoLaMi♡SMILEに対しても「まぐれで神アイドルになった」という認識である。姉のみあに対しても金に執着していることから苦手意識を持っている。但し会話には応じていることから、心の底から嫌っている訳では無い。
ひびきとはRichVenusをプリパリにオープンしてもらって以降姉共々面識があり、ひびきからは「レディー・シュウカ」と呼ばれている。みちるからはチームに誘われているが、当のしゅうかにはその気は無い。
3歳の時にサイに突かれて以降、プニコンを含めた角の生えている生物全般を苦手としている。WITHのファンでもあり、彼らをエスコートへ勧誘し、第28、29話で実際にコヨイからのエスコートを受けている。
アイドルタイムグランプリへは、第3回より初出場した。この時はミミ子との特訓の成果もあり、グランプリを制覇し、ファララからアイドルタイムコーデの一つである時のシューズを授かっている。その後はパパラ宿から去ろうとしたが、ファララがゆいを認めたことから考えを改め、ファララに認めてもらうためパパラ宿に残る。
ガァララについてはゆい達と違い敵視しておらず、むしろ気に入っていて、交流を重ねるごとに友情を深めていく。
チームについては、「一人では自信のない人が組むもの」と考えており、ゆい達がMY☆DREAMを結成しても、余裕でグランプリで負かすと発言しており、全く警戒していなかった。しかし、第4回アイドルタイムグランプリでその実力を見て戦慄し、初めての敗北を味わったことに愕然とする。そして、そのショックの余り、以降、自分の負けを認めようとせず、みあやミミ子の説得にも耳を貸さなくなる。そして、ガァララから夢を奪う紺色のアイドルタイムマイクを受け取り、ガァララの計画の手駒として利用させられる。この事実を知った直後に、「夢を奪う」ということの本当の意味を知ることになり、ガァララを真の友達だと思っていたことも重なり、さらにショックを深める。その後ゆい達の説得とみあのライブがきっかけでガァララと仲直りし、同時にゆいに勝つという夢も手に入れたことで完全に立ち直る。ガァララが眠った後は、友達のガァララを救うという夢も持つようになる。第45話で昼のコーデを巡ってゆいとライブ対決を行うも敗退、ゆいの「皆が幸せになれるプリパラ」という夢を託す。
第41話にて、親衛隊も存在していることが明らかになった。
ガァララ・ス・リープ
声 - 黒沢ともよ
誕生日 - 6月10日（時の記念日）
好きな食べ物 - マシュマロ
使用ブランド - Clockgarden（クロックガーデン）、RichVenus（リッチヴィーナス）
ファララと瓜二つのボーカルドールで、古代プリパラの夜の精霊。ジュリィとジャニスの姉。紺色のツインテールに黄土色の瞳（中に時計の針が下向きで刻まれている）をしている。一人称は「ガァララ」または「わたし」で、「ガァラルンルン」「ガァラプンプン!」「ガァラショックック～!」といった言葉で感情を表現する。第18話で顔見せで初登場し、第25話で本格的に登場。第41話ではプリパラデビューを果たす。
夜の精霊故にファララが寝ている且つプリパラ内に誰もいない夜にしか活動出来ないため、その運命を変えるためにパックと共に女の子の夢の回収に動くようになった。これにより古代のプリパラが滅び、ファララを永遠の眠りにつく原因となった。パパラ宿のプリパラが盛んになったことで復活し、前述の運命故に恨んでいるファララの目覚めを阻止するため再び女の子の夢の回収に動くことになった。ファララの時計塔とは別の紺色の時計塔を拠点に、パックが集めた女の子の夢を溜めていた。第38話でファララが完全復活した際は逆に眠りにつくが、パックが大勢の人の夢を食べたことにより、ファララが再び眠りにつくのと引き換えに目覚めている。
パパラ宿以外のプリパラは嫌っておらず、度々各地のプリパラへ遊びに行っている。
ゆいのことは、夢が多すぎるということで嫌っていた。
しゅうかからは、目的の為に真っ直ぐ突き進む点を気に入られ、ガァララの側もしゅうかのライブを「一人でも強い」と高評価している上、夢を嫌う点でも気に入って、夢を奪う手駒として利用するほどである。またガァルルとも、夜が嫌いであるという点が一致して意気投合して以降、仲良く接するようになった。
第42話でしゅうかと和解した後は夢を奪うことをやめると宣言し、ゆい達の味方に回った。その後しゅうかと共に夢に頼らずに眠らないよう精一杯努力したものの、第44話で目覚めた直後のファララに自身の本音を伝えた直後、ファララが今まで眠り続けた分まで眠るという運命に直面するが、第46話で時のジュエルの力によって目を覚まし、ファララと和解する。
パックの事件が解決した後は、ファララと一緒に生活するようになる。
地獄 ミミ子（じごく ミミこ）
声 - 上田麗奈
使用ブランド - LOVE DEVI（ラブデビ）
私立アボカド学園中等部の生徒で、風紀委員長。ババリア校長とは幼少期からの付き合いで、親子のような関係である。一人称は「私」で、時折富山弁を織り交ぜた喋り方をすることがある。鈴を付けている。後述のレオナと同じく左利き。赤巻きのかまぼこが好物。
彼女の特徴である大きな耳は「地獄耳」と呼ばれるほど聴力が非常に良く、その耳で五感全てを感じ取っている。故にその耳を塞がれると五感が全て機能しなくなるため、彼女の唯一の弱点にもなっている。それ故に非常に優れた絶対音感・リズム感の持ち主でもある。
陰湿で疑り深い性格で、プリパラや夢を「悪の根源」「風紀や規則が乱れる」として極度に嫌っていたが、これは幼少期に両親（声 - 浜添伸也（父）、土師亜文（母））にアイドルとしての素質を褒められたにも関わらず、友人のひとみとかおりからアイドルに向いてないと馬鹿にされたのが原因である。このため、プリパラの禁止を学園の規律にも反映させ、場合によっては法に背く行為すら行うこともあった。
ゆい達がプリパラに通っていることは以前から勘付いており、ゆい達に目を付けていた。第4話ではプリパラの素晴らしさを語るみれぃを取り締まろうとするが、逆にみれぃに論され、以降プリパラ内での彼女を敵視していた。第12話以降プリパラの素晴らしさを認め学園のプリパラを解禁したババリア校長の説得にも、当初は聞く耳を持たなかったが、第16話でゆい達に無理やり連れられたプリパラにてゆいとらぁらのライブを見て、アイドルを夢見ていた過去の自分を思い出し、自分を見つめ直す旅に出る。
旅からの帰還後は、ちあ子のヘアメイクで大幅にイメチェン、あろまがデザインしたコーデを着用し、ババリア校長と共にプリパラデビューを果たす。第29話では、グランプリ初出場を控えたしゅうかの歌唱コーチを務めている他、しゅうかの店の手伝いもしている。さらに第37話ではアイドルタイムグランプリにも参加している。
EVER GOLDのメンバーでは唯一3DCGによるライブシーンに登場せず、原作ゲームでもプレイヤーキャラクターとして登場していない。3DCG自体は制作されており、後の『キラッとプリ☆チャン』第118話および『アイドルランドプリパラ』第8話におけるライブシーンで登場している。

##### その他の主要人物
ファララ・ア・ラーム
声 - 佐藤あずさ
誕生日 - 6月10日（時の記念日）
好きな食べ物 - マカロン
使用ブランド - Clockgarden（クロックガーデン）
第5話にて初登場したボーカルドールで、古代プリパラの昼の精霊。ジュリィとジャニスの姉。黄緑色のツインテールに黄土色の瞳（中に時計の針が上向きで刻まれている）をしている。一人称は「私」。
普段はパパラ宿のプリパラの時計塔の中で眠っており、時折ハープを弾いて静かに過ごしている。第12話のアイドルタイムグランプリで初めて公の場で姿を現し、スーパーアイドルタイムにてゆいに優勝の座を与えた。なお、今までプリパラ全般のシステムには登録されていなかったためか、めが姉ぇは時計塔に入ることは出来ず、めが兄ぃも彼女の存在を知らなかった。
第25話でゆいとらぁらをタイムガーデンに招き、2人にパパラ宿の守りを託し、ゆいに、にのとみちるとチームを結成するよう言う。
第31話で一時的ながらも復活してライブを披露し、眠る直前に古代プリパラの真実を話し、夢を持つことを諦めなかったゆいにファンタジータイムドリームコーデを与え、再び眠りについた。そして第37話でMY☆DREAMが最後のアイドルタイムグランプリを制覇したことに伴い、完全復活を果たした。「ファララとガァララ、両方が幸せになってほしい」と願うゆい達に古代プリパラの3つのメガネの存在を伝え、らぁらのプリチケを元に戻したものの、パックの暗躍により再び眠りにつく。第44話で再び目覚めた直後に眠る直前のガァララと対面を果たし、第46話で再び目覚めたガァララと和解する。
パックの事件が解決した後は、ガァララと一緒に生活するようになる。

#### スカウトマスコット
前作同様プリパラ内で各アイドルのマネージャーを努めている小動物。前作では訓練を受けた1匹のマスコットが1ユニットのマネージャーを務めていたが、本作では生まれたてのマスコットが新たなアイドル1人のマネージャーを務める設定になっている。
いずれもかつては古代プリパラのマスコットであった。パック以外のマスコットは古代プリパラが滅亡した際に卵に戻ったが、第27話までに順次卵から生まれる形で復活している。プニコン、チュッペ、ピツジの3匹は第43話で時を遡れる鍵となる聖なる獣の鍵となるマスコットであることが判明する。
プニコン
声 - 山北早紀
ゆいのマネージャー。前作のユニコン同様ユニコーンをモチーフとしている。第1話で卵から生まれた幼いマスコット。性別はメス。
生まれて間もないためか「プニコン」しか喋れない。第45話で聖なる獣に目覚める。
チュッペ
声 - 芹澤優
にののマネージャー。ネズミをモチーフとしている。第10話で卵から生まれた幼いマスコット。
生まれて間もないためか「チュッペ」しか喋れない。時々にのの口癖が混じったようなしゃべり方（「チュッペっす！」や「チューチューっす」など）をすることもある。
にののことを大切に思っていて、にのに危害を加えようとする相手（主にドロシー）に対しては、容赦しないところもあり、第18話では、一時的に弱気になりかけたにのに自信と熱さを取り戻させるきっかけを作った。第43話で聖なる獣に目覚める。
ピツジ
声 - 澁谷梓希
みちるのマネージャー。ヒツジをモチーフとしている。第15話で卵から生まれた幼いマスコット。
生まれて間もないためか「ピツジ」としか喋れないが、水に浸かることで一時的に巨大化できる能力を持っている。よくみちるの占いの助手を務めている。
みちる曰く、前世ではプー大陸の大臣「カルマ」であったとのこと。
第44話で聖なる獣に目覚める。
ポワン
声 - 久保田未夢
しゅうかのマネージャー。イヌをモチーフとしている。第27話で卵から生まれた幼いマスコット。
生まれて間もないためか「ポワン」としか喋れない。しゅうか同様お金好きである。
実は時の祠を開けるジュエルの鍵の持ち主であったが、以前その鍵をうっかりフリマに売却していた。
パック
声 - 若井友希
ガァララと共に行動しているマスコットで、プリパラシリーズ全体における事実上のラスボスでもある。バクをモチーフとしている。第18話で顔見せで初登場し、第25話より本格的に登場。上記のマネージャーと違い生まれた時から喋ることが出来る。一人称および語尾は「パック」。
本来は悪い夢を食べてくれる聖なる獣であったが、第50話で判明するまでパック本人も知らなかった。プニコン達より卵の孵化が遅れたため、当時独りぼっちだったガァララによって孵化され、以降ガァララとは強い絆で結ばれている。故にガァララがしゅうかと仲良く接するのを見た際は、嫉妬している節が見られた。
ガァララの願いを叶えるために女の子の夢を食べて、それをジュエルに変えて紺色の時計塔に溜めていた（これにより、女の子の夢が夢を見る心を失うことになった）が、ゆいの夢はあまりにも規模が大き過ぎたため食べ切れなかった。現在でもそれは同様であるが、それでもゆいの夢を食べようとすることは諦めていない。しゅうかの夢も、すぐ現実にしてしまおうと考えている思想により、食べられなかった。にのの場合は視認はされないものの気配は察せられ、避けられたりアタックで打ち落とされたりして失敗。さらに再びにのを狙った際は、偽の夢の輝きでおびき寄せられた上、逃げ切れずにガァララの塔まで追ってこられ、にの自身とちあ子の夢の奪還を許している。
古代にパパラ宿の女の子の夢を沢山食べたことで、古代プリパラが滅ぶ原因を作っている。
第42話でガァララが夢を奪うことをやめた後も、ガァララの意思に反して単独で夢を奪い続けようとしたが、第44話でガァララから「今度夢を食べたら絶交だよ」と言われたため、不本意ながら一時は夢を奪うことをやめたものの、後に第46話で目覚めたガァララがしゅうかだけでなく、ファララやゆい達とも仲良くなったのを見て不満を爆発させ、今まで貯めてきた夢を時計塔ごと吸収し、巨大な怪物となる。一時はファララとガァララの説得で我に返りかけたが、ガァララがパックとずっと2人きりでいることを拒否したため再び暴走。らぁらを吸収し彼女の夢を奪おうとするが、彼女の全力の歌に苦しむ。しかし自ら氷漬けの状態にする（＝自分の時間を止める。この間はライブをしてもパックの意思により時計の針を進められない）ことでらぁらを封印する。最後はアイドル達の夢の力に感化して悲しみが浄化され、元の姿に戻る。その後はアイドルのみんなに夢を奪ったお詫びに、お菓子をプレゼントしており、パックなりに自分の過ちを反省しているようである。
カメのかいちゃん
声 - 神代知衣
第46話でゆい達が向かった崩壊後の古代プリパラで、時のジュエルを守っていたマスコット。カメをモチーフとしている。
実は現代でも生きていたことが判明した。にのからは「かいちゃん先輩」と呼ばれている。
ペジェド神（ぺじぇどしん）
第51話で判明したミミ子のマネージャー。名前の通りメジェド神をモチーフとしている。

#### ダンプリ関係者
パパラ宿にある男子のためのプリパラ「ダンプリ」の関係者。アイドルアニメでは珍しく男子もCGによるライブステージになっている。

##### WITH（ウィズ）
パパラ宿ダンプリの看板アイドル。名前はいずれも時間に関係する用語が由来となっている。第19話から、ツアーライブのために各地を回ることになった。第32話のプリxプリフェスティバルでは、初めてCGによるライブが披露された。第37話では、3人揃って第4回アイドルタイムグランプリを制覇したMY☆DREAMをタイムガーデンへエスコートしている。
夢川 ショウゴ（ゆめかわ ショウゴ）
声 - 山下誠一郎
誕生日 - 11月23日（いい兄さんの日）
血液型 - AB型
好きな食べ物 - ご飯、クレープ
ゆいの兄で私立アボカド学園中学部2年生。金色の髪に青緑色の瞳をしている。一人称は基本的に「俺」だが、女子のファン達に対しては「僕」も使用する。
ダンプリには最年少アイドルとしてデビューしている。「ショウゴスマイル」と呼んでいるアイドル向けの笑顔を使い、女子のファン達に遭遇すると即座に爽やかな態度に変わる。
一方で女の子のプリパラ、特にゆいがアイドルをやることには、幼少期にダンプリデビューした自分を差し置いてゆいが両親にアイドルの素質を褒められたことによる嫉妬から反感を持っていた。このため度々ゆいを小馬鹿にするが、その度にゆいから幼少期の情けない思い出を持ち出されて反撃される。
しかしゆいのことは兄として心配しており、第20話でのプラノでの一件以降、ゆいのエスコート役に自ら出向くなど、女の子のプリパラやゆいを少し見直すようになる。そして第45話でしゅうかとのライブ対決に勝利したゆいをエスコートし、ゆいの成長を認める。
三鷹 アサヒ（みたか アサヒ）
声 - 小林竜之
誕生日 - 1月1日（元日）
血液型 - O型
好きな食べ物 - 目玉焼き
私立アボカド学園高等部2年生。赤色の髪に黄緑色の瞳をしている。一人称は「俺」で、「チョースゲーッ！」「ヤッベェー！」が口癖。幼馴染のコヨイを「コーちゃん」、めが兄ぃを「めが兄貴」とあだ名で呼ぶ。
女の子のプリパラには寛容な立場であり、その開設を聞いて興味津々だったり、第18話ではアイドルタイムグランプリでのスーパーアイドルタイムの様子をテレビで視聴して興奮したりしている。第26話でみちるを、第43話でにのをタイムガーデンへとエスコートしている。
高瀬 コヨイ（たかせ コヨイ）
声 - 土田玲央
誕生日 - 12月24日（クリスマス・イヴ）
血液型 - A型
好きな食べ物 - 味噌汁
WITHのリーダーで私立アボカド学園高等部2年生。紺色の髪に黄土色の瞳をしている。ささやき声が特徴。一人称は「俺」。
女の子のプリパラには寛容な立場である。アサヒとは幼馴染である。
第18話では、アイドルタイムグランプリで優勝したにのの前に出現し、にのをタイムガーデンへとエスコートする。第28、29話ではしゅうかを、第44話ではみちるをタイムガーデンへエスコートする。

##### ダンプリのスタッフ
めがボーイ
声 - 市川太一
ダンプリのスタッフで、プリパラにおけるめが姉ぇの役割を持つ。容姿はめが兄ぃを小さくしたような姿である。

#### 私立アボカド学園

##### 生徒
すず
声 - 若井友希
私立アボカド学園小学部6年A組。ゆいの友達。アイドルになることに興味が無く、ダンプリに夢中であったが、第2話で初めてプリパラを訪れ、プリパラの魅力に気付く。第29話では、アイドルタイムグランプリに初出場する。
はな
声 - 久保田未夢
私立アボカド学園小学部6年A組。ゆいの友達。すずと同様アイドルになることに興味が無く、ダンプリに夢中であったが、第2話で初めてプリパラを訪れ、プリパラの魅力に気付く。第29話では、アイドルタイムグランプリに初出場する。
ヒツジ隊（ヒツジたい）
私立アボカド学園のチアガール部により結成されているチイ、ちあ子、愛子、ガイ子、瑠衣の5人によるダンプリを応援するために結成されたダンプリのファンクラブ。全員小学部の生徒。
ダンプリへは学園内にあるファンクラブの先輩たちにより掘られた穴から羊に変装した「ヒツジ隊」として入っている。
基本的にはダンプリを応援しているが、「ダンプリとプリパラ、道は違っても、好きな気持ちは一緒」ということで、第2話以降ゆいたちに協力するようになる。第9話で全員プリパラデビューする。
チイ
声 - 小坂井祐莉絵
ヒツジ隊のリーダーをつとめる。一人称は「私」。
茶色のシニヨンに眼鏡が特徴の女子。とても一途な性格で、明るく優しげである。
ちあ子（ちあこ）
声 - 相良茉優
一人称は「私」で、「っての」が口癖。
性格は生真面目で大人しく、無愛想な性格だが、内面では喜びも見え隠れしている。
ヘアメイクなどメイク関連の腕は一人前である。第9話でゆいとらぁらに誘われ、プリパラのおしゃれスタジオの店長を経験し「ガンコヘアメイクさん」と呼ばれるほど有名になる。このため他のメンバーと一時的に仲違いになるが、ゆいたちの努力でちあ子の腕が他のメンバーに認められ、ヒツジ隊全員がプリパラ好きになるきっかけを作った。これにより、めが姉ぇから正式にプリパラのヘアメイク＆メイクスタイリストに任命される。
第26話でパックに夢を食べられた影響でプリパラへの興味を無くすが、第33話でにのが夢を取り戻したことによって、再びプリパラのヘアメイクを務めることになる。
愛子（あいこ）
声 - 金子彩花
一人称は「わたくし」で、語尾に「ですわ」と付けるなど、お嬢様口調で話す。性格はとてもお淑やかで、女子らしい。
ガイ子（ガイこ）
声 - 金澤まい
ヒツジ隊の5人の中で一番背が高い。一人称は「私」で、「〜さ」が口癖。男勝りの性格。
瑠衣（るい）
声 - 七瀬彩夏
一人称は「私」で、語尾に「〜から」「〜からね」を付ける。「別に〜」が口癖。
詩子（しこ）
声 - ブル
私立アボカド学園中等部の生徒。巨漢で「どすこい」が口癖の女の子。
Prism Stoneの前で恋などについて語る度にゆいたちに飛ばされたり、蝶々を見つけると追いかけたりするなど、おかしな言動をすることが多い。第32話でいつの間にかプリパラデビューしていたことが判明する。さらに第37話ではアイドルタイムグランプリにも参加している。
みさき
声 - 七瀬彩夏
第25話で登場した私立アボカド学園小学部の生徒の女の子。一人称は「私」。アイドルになることを夢見ていたが、ある夜の就寝中にパックに夢を食べられたことでアイドルの夢を失う。その後らぁらとゆいに論されたことでアイドルになりたいという思いを取り戻し、友達のすぎ（声 - 金子彩花）と共にプリパラに行くことになった。第29話では、アイドルタイムグランプリに初出場し、第45話では、しゅうかとの決戦を控えたゆいの応援に駆け付けている。

##### 教職員関係者
大神田川 ババリア（おおかんだがわ ババリア）
声 - 高乃麗
使用ブランド - LOVE DEVI（ラブデビ）
私立アボカド学園小学部の校長で、容姿がそっくりなパプリカ学園校長の大神田グロリアのいとこにあたる。一人称はグロリア校長と同じく「わたくし」で、言語に「ババ」を付けるのが口癖。伸縮可能で自分の意思を持ったほうき『タケちゃん』（声 - 山下誠一郎）を所持していて、学園の女子寮の寮長も兼任している。
ダンプリはWITHに熱狂するほど支持している。
ミミ子とは彼女の幼少期からの付き合いで、彼女を喜ばせることを生き甲斐としていた。その一方でミミ子が社交的でないことも心配し、彼女に多くの生徒と関われるように風紀委員長に任命している。後にミミ子から女の子のプリパラを禁止するよう言われたことから、女の子のプリパラの存在をミミ子と同様嫌う様になり、生徒たちにはプリパラに行かない様厳しく指導していたが、第12話でプリパラに参加しているゆいを取り締まろうとプリパラに入ったところ、アイドルを精一杯頑張るゆいとにのの姿を見てプリパラの素晴らしさに気付き、アボカド学園のプリパラの解禁を宣言した。それでもミミ子に対する愛情は変わらず、その後もプリパラを嫌っていたミミ子を説得し、彼女が改心する切っ掛けを作ろうとする等している。
第19話からは、校長会や全国校長サミットの出張の仕事も兼ねて、宣伝大使となったゆい達の引率として旅に同行することになった。
第23話にて、ミミ子がデザインしたコーデを着用し、正式にプリパラデビューを果たした。
大神田川 ババリオ（おおかんだがわ ババリオ）
声 - 三宅健太
ババリア校長の兄で、私立アボカド学園の男子寮の寮長とパパラ宿の町内会会長を兼任している。髪型がババリアやグロリアに似ている。ノリの良い性格。一人称は「俺」。
青年期には古代プリパラのメガネに似たサングラス掛けて青春を送っていた。サングラスを掛けると髪型が変わり、さらにノリの良い性格になる。
実はダンプリアイドルでもあり、第49話ではダンプリアイドル達に女子プリパラを応援するよう活を入れている。ダンプリアイドルの時は容姿が大幅に異なり、性格も熱血になる。
先生（本名不明）
声 - 澁谷梓希
6年A組の担任の先生。あろまやみかんのクラスの授業も担当することもあるが、彼女たちの問題行動に振り回されることも多い。
体育 教師郎（たいいく きょうしろう）
声 - 稲田徹
私立アボカド学園の体育教師。円月ダンスを授業に取り入れている。
腕肩 仁子（うでかた じんこ）
声 - 麦穂あんな
私立アボカド学園のテニス部の顧問。語尾に「ジン」をつけて話す。

#### 各地のプリパラアイドル
しげた 吹子（しげた ふきこ）
声 - 矢野亜沙美
ペンダイのプリパラのアイドルで、小学5年生。吹奏楽部所属でチューバを担当している。
第19話では、喧嘩していた音美と奏を仲裁した。
音美（おとみ）
声 - 奥野香耶
ペンダイのプリパラのアイドルで、吹奏楽部部長候補のサックスチーム代表。
奏とは半年間部長の座を争っており、喉が渇いて倒れたドロシーを助け、彼女とレオナを部長の座争いの助っ人に誘った。しかし吹子たちの仲介により、後に仲直りした。
奏（かなで）
声 - 永野愛理
ペンダイのプリパラのアイドルで、吹奏楽部部長候補のトランペットチーム代表。
音美とは半年間部長の座を争っており、山道で行き倒れたシオンを保護し、彼女を部長の座争いの助っ人に誘った。しかし吹子たちの仲介により、後に仲直りした。
うどん川 こむぎ（うどんがわ こむぎ）
声 - 山下七海
パカ松でうどん屋を営んでいる。3歳からうどんに関する英才教育を受けており、プリパラ内でうどん屋を開いてうどんアイドルになるという夢を持っている。第21話でゆい達やGaarmageddonと知り合い、麺パラで起きた事件の解決のため行動を共にした。

#### その他
タッキー
声 - 三宅健太
ゆいが常時携帯している電子ジャー。ゆいが5歳の時に家族旅行でプラノを訪れた際に、農家のおじさんからプレゼントされたものである。
音声機能が付いており、第4話以降プリパラ内に限り自分の意思を持つようになった（ただし電池が切れると元の炊飯器に戻る）。プリパラ内での一人称は「あたし」で、普段はオネェのような口調で話すが、稀に男っぽい口調・低いトーンで話すこともある。
竜滝 れい子（りゅうたき れいこ）、白川 らん（しらかわ らん）
声 - 奥野香耶（れい子）、大森日雅（らん）
ドリアン中学の生徒で、第8話でテニス部の練習試合の対戦相手として登場した。2人とも強化選手であり、対戦相手のにの、ゆい、らぁらに圧倒的な実力を見せつけ、1度反撃されつつも練習試合に圧勝する。なお、彼女たちが住んでいる町では、パパラ宿以外の地域と同様にプリパラに行くのが当たり前となっているらしく、第8話のラストでパパラ宿のプリパラタウンを訪れている。
瞳（ひとみ）、香織（かおり）
声 - 田中あいみ（ひとみ）、古賀葵（かおり）
ミミ子の幼少期の友人。アイドルを夢見るミミ子を嫉妬して、彼女にアイドルに向いてないと馬鹿にしていたが、後に2人とも両親の仕事の都合で別の町へ引っ越した後に過去の過ちを反省し、旅に出ていたミミ子と偶然再会し謝罪した。第51話では、2人揃ってEVERGOLDの結成式を見届けた。
瞳は強い視力の大きな目、香織は強い嗅覚を持つ。
うたの ひな
声 - 向井莉生
プリパラに憧れている女の子。小学1年生で、一人称は「わたし」。
空き地で友人たちとプリパラごっこをしていたが、のりお達DD4と遊び場の空き地を巡って喧嘩ばかりしていた。その後、遊び場の空き地をかけたにのとシオンの勝負を見たことをきっかけに、のりお達と仲直りした。
おどりかわ のりお
声 - 松野太紀
ダンプリに憧れている男の子。ひなと同年代で、1人称は「僕」。
ダンプリ好きの友人たちと「DD4」を結成し、ひな達女子グループと遊び場の空き地を巡って喧嘩ばかりしていた。その後、遊び場の空き地をかけたにのとシオンの勝負を見たことをきっかけに、ひな達と仲直りした。
テルコ
声 - くじら
子供たちの遊び場である空き地を管理している地主のおばあさん。一人称は「あたし」。双子の妹のテルヨがいる。
昔から妹とよく遊んでいた原っぱを子供たちのために遊び場として残していたが、喧嘩ばかりしている子供たちの様子に怒り、空き地を使用禁止にしようとした。その後シオンとにのの勝負がきっかけで子供たちが仲直りしたことに伴い、引き続き空き地の使用を許可した。
雪男
声 - 土田玲央
第27話よりパパラ宿のプリパラに姿を現した雪男。性別はメス。
現在はガァララの塔の近くの森にある縦穴を住処としている。時を遡れる鍵となる聖なる獣には選ばれていないが、何故か黄色の古代プリパラのメガネを所持していた。

### 前作から登場するキャラクター
※各キャラクターの詳細なプロフィールおよび前作以前の設定は、「プリパラ (アニメ)#登場人物」を参照。下記以外のキャラクターも回想内や群衆シーンなどで登場する場合がある。
第48話より、パックの中に封印されたらぁらを救うべく、みれぃ、そふぃ、DressingPafé、Tricolore、NonSugar、ジュリィ、ジャニスがパパラ宿のプリパラに駆け付け、ライブでらぁらを復活させようとした。第49話ではあじみも合流しらぁらを救おうと（？）したが、失敗している。

#### SoLaMi♡SMILE（そらみスマイル）
前作で神アイドルとなったアイドルチーム。本作では神アイドルの新たな使命として、各地のプリパラへ盛り上げるために派遣されている。第11話では、アイドルタイムグランプリの前座としてライブを行った。その後もグランプリ出場を控えたゆいの応援に駆け付けたり、MY☆DREAMのチーム結成の儀式の立ち会いに出向いたりしている。第51話でらぁらがパパラ宿を離れた後も、引き続き各地のプリパラを盛り上げる活動を行っている。
真中 らぁら（まなか らぁら）
「主人公の節」を参照。
南 みれぃ（みなみ みれぃ）
声 - 芹澤優
パプリカ学園の風紀委員長で生徒会長。本作では私立アボカド学園の校則も覚えているということや、全国模範的風紀委員コンテストを3年連続で優勝し殿堂入りしていたことが判明する。
第2話時点で、オオサカプのプリパラ海ピュー館のプリパラを盛り上げる業務に就いていて、時々らぁらとも連絡を取り合っている。なお、ゆいには当初現実世界の姿を知られておらず、ゆいのファンの子だと勘違いされた。
第4話で休暇を利用してパパラ宿のプリパラを訪れ、プリパラを盛り上げるため私立アボカド学園の生徒にプリパラの素晴らしさをアピールした後、イパラキのプリパラに移った。第30話の時点では、再びオオサカプのプリパラに戻っている。
北条 そふぃ（ほうじょう そふぃ）
声 - 久保田未夢
パプリカ学園の生徒。本作ではプクオカのプリパラを盛り上げる業務に就いていて、前作より登場しているハシビロコウを相棒に従えるようになっている。
第7話でみれぃの勧めにより、らぁらの陣中見舞いにパパラ宿へ訪れる。

#### DressingPafé（ドレッシングパフェ）
SoLaMi♡SMILEのライバルで良きパートナーユニット。前作の神アイドルグランプリではSoLaMi♡SMILEとの激戦の末、準優勝の成績を残している。第13話でパラ宿でようやく3人揃ったものの、メカ姉ぇの爆発により再び離れ離れになる。その後第19話でペンダイのプリパラで再会しライブも行うも、シオンが自分より先を行くアイドル（後にみあと判明）を超えるために旅立ったため、再び離れ離れになる。そして第28話でシオンがみあに敗北したことでシオンの旅が終わったため、チームを再結成する。にのとはシオンをにのが「シオン先輩」と呼んだり、ドロシーがにのを「妹分」と呼ぶなど繋がりが深い。第33話では、三人揃ってにののライブを観賞する。
第49話で、パックに閉じ込められたらぁらを救うべくゴッドアイドルになり、MY☆DREAMをパックの中へ送り込む切っ掛けを作った。その後第51話でゴッドアイドルの座を返上し、改めて神アイドルを目指してにのに別れを告げて修行の旅に出る。
東堂 シオン（とうどう シオン）
声 - 山北早紀
前作の最終話より武者修行の旅に出ており、その最中の第10話にてパパラ宿を訪れ、にのとカルタ大会で対決し勝利、にのの心を動かしてアイドルデビューさせるきっかけを作った。また、第11話ではにののソフトボールの試合の助っ人に参加した。第13話ではパラ宿の危機を救うべくライブに参加、同時にドロシーとレオナとの再会を果たした。第19話でも再会を果たすが、自分より先を行くアイドルを超えるために、再び旅立つことになった。第24話で再びパパラ宿を訪れ、にのと柔道で対決。にのに圧倒的な実力を見せつけるも、結果的にひな達を仲直りさせることに成功している。にのからは「シオン先輩」と呼ばれて慕われている。第29話の第3回アイドルタイムグランプリ前のレッスンではにのを指導している。第43話では、にのの壁を乗り越えるための相手をした。
第51話でにのと別れる際には、にのに「一五四六四九流」の称号を与えている。また、にののエスコートも務めた。
ドロシー・ウェスト
声 - 澁谷梓希
レオナの双子の姉。本作ではシオンの行方を気に掛け、レオナと共にシオンを探しながら「にんじゃもんじゃ」の移動販売を行う旅に出ていた。また、第12話ではにののソフトボールの試合の助っ人に参加した。
実はシオンに会えない辛さから夜中に一人で泣いていたことが、第19話のレオナの台詞で明らかになった。
レオナ・ウェスト
声 - 若井友希
ドロシーの双子の弟。本作ではドロシーと共にシオンを探しながら「にんじゃもんじゃ」の移動販売を行う旅に出ていた。また、第12話ではにののソフトボールの試合の助っ人に参加した。
本来は左利きであるが、第10話のもんじゃ焼きを食べるシーンにおいての箸は右手で持っている。
アニメ本編ではダンプリに行っている描写はないが、『劇場版プリパラ み〜んなでかがやけ!キラリン☆スターライブ!』のラストでダンプリを紹介するシーンにて登場している他、アプリゲーム『プリパズ』ではダンプリに行くエピソードが存在する。第32話で、ひびきと共にプリフェスの司会を務めた。

#### Gaarmageddon（ガァルマゲドン）
本作では第13話でメカ姉ぇを爆発させるという騒動を起こしたことでパラ宿のプリパラが破壊されたため、パラ宿のプリパラから追放となり、パパラ宿のプリパラに左遷された。これにより、あろまとみかんが私立パプリカ学園から私立アボカド学園へ転入することになり、あろまとみかんが寮の同じ部屋（666&104号室）に入ることになる。第40話では追放中の身であるにも関わらず「チーム三賢者」に変装してパラ宿プリパラのアイドルプルトラクイズに参加したが、程なくしてバレたため逃亡している。第51話で追放を解除され、みちるに別れを告げてパラ宿のプリパラに帰還する。
黒須 あろま（くろす あろま）
声 - 牧野由依
悪魔系アイドル。第13話より私立パプリカ学園から私立アボカド学園小学部（6年B組→6年3組）へ転入。寮ではみかんとルームメイトとなった。転校後に早速アボカド学園の図書室に「シン・ライトデビル部」を設置して、不幸に悩んでいるみちるを小悪魔として目を付ける。これ以降みちるのブランド「MeltyLily」を考案する等、みちるをアイドルデビューさせる橋渡し的存在となる。第44話でみかんと共に成績不振により私立アボカド学園を追放になりかけた際は、悪魔として学園からの追放を受け入れ、みちるの指導も頑なに拒絶していたが、みちるの叱責を受けて真面目に追試を受け、引き続き学園に留まることになった。第51話で追放を解除されみちると別れる際は、みちるにGaarmageddonの指人形をプレゼントしている。また、みちるのエスコートも務めた。
白玉 みかん（しらたま みかん）
声 - 渡部優衣
天使系アイドル。第13話より私立パプリカ学園から私立アボカド学園小学部（6年B組→6年3組）へ転入。寮ではあろまとルームメイトとなった。第44話であろまと共に成績不振により私立アボカド学園を追放になりかけたが、肉まんに絡めることで問題が解ける様になったため、引き続き学園に留まる。
ガァルル
声 - 真田アサミ
アイドルに挫折した女の子の心から生まれたボーカルドール。パパラ宿のプリパラでは、ファララの住む時計塔に住処として生活することになった。また、ファララやガァララに対し親近的な思いを感じていて、ガァララとは第30話で出会って以降、友達になった。また、しゅうかの店も手伝っている。

#### Tricolore（トリコロール）
紫京院 ひびき（しきょういん ひびき）
声 - 斎賀みつき
パプリカ財閥の御曹司で、前作ではパラ宿のプリパラをセレパラとして支配していたこともある天才アイドル。本作ではプリパリの実質的な管理者となっている。また、しゅうか・みあの姉妹とも面識がある。
第22話では、語尾に加え、ゆいの口癖「ユメ」も苦手であることが判明した。
アイドルタイムシステムについては、当初は認めていなかったが、プリパリに時計塔が出現したため、最終的には認めることになった。
第32話で、レオナと共にプリフェスの司会を務め、SoLaMi♡SMILEについてしゅうかと同様、まぐれで神アイドルになったとして未だに認めていないという考えを明かした。
ファルル
声 - 赤﨑千夏
アイドルになりたいという女の子の心から生まれたボーカルドール。ガァルルと同様、ファララやガァララに対し親近的な思いを感じている。
緑風 ふわり（みどりかぜ ふわり）
声 - 佐藤あずさ
ヨーロッパラ・パルプス出身のアイドル。

#### NonSugar（ノンシュガー）
真中 のん（まなか のん）
声 - 田中美海
らぁらの妹。第40話では、アイドルプルトラクイズの司会を務めた。この時点においてパラ宿で相当な人気を誇っている。
TRiANGLEとしての詳細はTRiANGLEを参照。
月川 ちり（つきかわ ちり）
声 - 大森日雅
月川流華道の家元でもあるアイドル。第40話ではパラ宿のプリパラ内でミーチルと対立していたが、プリパラ外ではみちると互いに自分の無礼を詫び合い、プリチケを交換している。
太陽 ペッパー（たいよう ペッパー）
声 - 山下七海
サパンナ出身のアイドル。

#### TRiANGLE（トライアングル）
前作同様、前述ののんが3役を扮するアイドルユニット。第13話で久々にライブを披露した他、第40話では、のんがアイドルプルトラクイズの司会を行った関係上、随所に姿を現している。第49話では、じゅのんの姿でも登場した（場面転換のカットインでぴのんとかのんも登場している）。
じゅのん
声 - 田中美海
ぴのん
声 - 田中美海
かのん
声 - 田中美海

#### UCCHARI BIG-BANGS（うっちゃりビッグバンズ）
北条 コスモ（ほうじょう コスモ）
声 - 山本希望
そふぃの姉でファッションデザイナー。
黄木 あじみ（きき あじみ）
声 - 上田麗奈
私立パプリカ学園の教師で、らぁらの元担任。本作でも引き続きひびきと友達になろうと試んでいる。
鍋島 ちゃん子（なべしま ちゃんこ）
声 - 赤﨑千夏
そふぃ親衛隊のメンバー。本作で苗字が設定された。

#### プリパラの女神
第48話の終盤でジュリィ、ジャニス共々らぁらの危機に駆け付けた。ルールを破ってまで駆け付けたため、2人とも赤ちゃんの姿に戻ることがある状態となっている。また、第49話でファララとガァララの妹であることも判明した。
DressingPaféをゴッドアイドルに認定した後、MY☆DREAMに全てを託し、パパラ宿のプリパラを後にした。
ジュリィ
声 - 上田麗奈
プリパラの先代の女神。前作の終盤でプリチケの配達人になったが、第48話の時点で透明の状態から元の姿に戻っている。
ジャニス
声 - 豊崎愛生
前作の終盤でプリパラの女神となったジュリィの双子の妹。

#### SAINTS（セインツ）
伝説の神アイドル。前作では回想やライブシーンのみでの登場であったが、本作ではみあのみが本格的に登場している。『プリティーリズム』シリーズの歴代主人公をモデルとしたSAINTSのメンバーの内、みあのみが本格的に登場したことについて、プロデューサーの依田健は「3人の中で『プリパラ』の濃い世界観でも耐えられるのはみあだけでした」と述べている。
なお、他のメンバーは世界的に有名なファッションデザイナーやブランドショップの店長を務めていて、第51話時点でもみあと連絡を取り合っている。
華園 みあ（はなぞの みあ）
声 - 大久保瑠美
誕生日 - 3月9日
しゅうかの姉でSAINTSのメンバーの一人。一人称は「あたし」で、「いっちばーん！」が口癖。
第28話でパパラ宿のプリパラを訪れた。長い間旅をしてきたが、よく無駄遣いで金欠になっており（小遣いはしゅうかに預けている）、その度に妹のしゅうかに小遣いを要求する（本人曰く「前借り」）など姉としては威厳がないがアイドルとしてのオーラは本物で、シオンとのシャンケン勝負ではいつもの「いっちばーん！」だけという無茶苦茶なやり方にもかかわらずシオンに負けを認めさせている。その一方で高飛車な妹のしゅうかと異なり周囲を見下すような態度はとらず、ゆい達にもいたって気さくに接する。後にプリパラカフェの住み込みのバイトとしてパパラ宿のプリパラに滞在することになった。第51話でしゅうかを見届けた後、パパラ宿を離れた。
第29話の時点ではアイドルタイムがなかなかたまらず、ライブはできずにいたが、第42話で全世界のファンの期待によりアイドルタイムが溜まったため、初めてライブを披露、しゅうかとガァララを和解させるきっかけを作る。他のアイドルとは異なり、ライブ時には現実世界の姿より幼い姿になる。
モデルは『プリティーリズム・ディアマイフューチャー』の主人公、上葉 みあ（あげは みあ）。

#### スカウトマスコット
クマ
声 - 鈴木千尋
前作で神アイドルとなったSoLaMi♡SMILEのマネージャー。
本作では、パラ宿で不祥事を起こしたためにマネージャー資格を剥奪されたため、ハシビロ便で各地のプリパラに荷物を届ける業務に就いている。また、社長のハシビロコウにも頭が上がらなくなっている。第5話でパパラ宿に荷物を届けに来た際にプニコンと出会い、プニコンにマネージャーの心得を教える。第22話ではらぁらと組んで「La Pool de Purance」に出場したが、序盤で敗退している。
ウサギ
声 - 寺島拓篤
DressingPaféのマネージャー。
ユニコン
声 - 大谷育江
ファルルのマネージャー。本作ではプリパリの全てを知っていると自ら語っていたが、プリパリめが兄ぃの靴のサイズまでは把握できなかった。
ネコ
声 - 今野宏美
Gaarmageddonのマネージャー。第14話より、Gaarmageddonのパパラ宿の左遷に合わせて、パパラ宿のプリパラに滞在することになったが、第30話でパラ宿のプリパラに帰ったことが明かされた。その後パパラ宿のプリパラへ戻り、マスコット試練の塔のラスボスに就任、第43話でチュッペの相手をした（結果はねこじゃらしによる戦意喪失による敗北）。第44話でもピツジに、第45話でもプニコンとポワンに試練を与えている。
また、本作で本名が「ネフェルティティ・チェシャノワール・ペトロニウス・プルートー・アンド＝ザ＝フィドル・クニヨシ・リューソージ・シャルペロ・ウルタール・ク・ジュニィ・ヒロコ・オワア＝コンバンハ」と明かされる。
トリコ
声 - 愛河里花子
Tricoloreのマネージャー。
ウサチャ
声 - 諸星すみれ
ウサギの妹でNonSugarのマネージャー。
本作で本名が「ウェンディ・コトンテイル・ラ・ピョンキッシュ・サッフォー・ビアトリクス・チャーミング」と明かされる。

#### その他（前作から登場）
赤井 めが姉ぇ（あかい めがねぇ）
声 - 伊藤かな恵
Prism Stoneの店員で、プリパラタウンのスタッフでもある女性。本作ではパパラ宿のプリパラにめが兄ぃがいないため、めが兄ぃの役割も兼ねていると同時に、複数のめが姉ぇによってライブの観客の代理も行っている。
また、パパラ宿やパラ宿以外のプリパラのめが姉ぇは、その所在地の方言で喋る。
メカ姉ぇ（メカねぇ）
声 - 伊藤かな恵
旧式のめが姉ぇ。本作では第13話でパラ宿のプリパラに集合したアイドル達を撮影するためにパラ宿のプリパラを訪れるが、Gaarmageddonが起動させた爆破装置（制限時間内にライブを見なかったり、気に入らない曲を聞いたりすると起爆する）によってパラ宿のプリパラを破壊する。
プリパリめが姉ぇ（プリパリめがねぇ）
声 - 伊藤かな恵
プリパリのスタッフであるめが姉ぇ。他のめが姉ぇとは、髪型が大幅に違っており、服装も昔のヨーロッパの衣装をモチーフとしたものとなっている。
赤井めが兄ぃ（あかい めがにぃ）
声 - 諏訪部順一
パラ宿のプリパラを運営する男性。
本作では、ダンプリの運営責任者も兼任していることが判明した。パパラ宿のプリパラでも、アイドルタイムグランプリにて司会を務める他、パパラ宿のプリパラ完成後は時々訪れることが宣言された。ファララに関する調査も行っている、なお、ファララのフルネームやガァララについては知らなかった様である。
プリパリめが兄ぃ（プリパリめがにぃ）
声 - 諏訪部順一
プリパリを管理しているめが兄ぃ。ただし本作ではカッコつけてる割りに使えないという理由で、事実上ひびきにシステム管理の実権を奪われている。
安藤 玲（あんどう れい）
声 - 寺島拓篤
ひびきの執事。
大神田 グロリア（おおかんだ グロリア）
声 - 高乃麗
私立パプリカ学園の校長で、ババリア校長のいとこ。第39話で私立アボカド学園の大掃除の手伝いに訪れた。また、彼女もババリア校長と同様ダンプリのファンであることが判明した。
大神田 プロリア（おおかんだ プロリア）
声 - デヴィ・スカルノ
プリパリ在住のグロリア校長の姉で、ババリア校長のいとこ。元々は映画『映画プリパラ み〜んなのあこがれ♪レッツゴー☆プリパリ』のオリジナルキャラクターで、本作の第39話でテレビ初登場し、私立アボカド学園の大掃除の手伝いに訪れた。また、彼女もババリア校長と同様ダンプリのファンであることが判明した。
坂上 栄子（さかがみ えいこ）
声 - ブリドカットセーラ恵美
らぁらのファン第1号。本作で苗字が設定された他、第40話ではパラ宿プリパラに一時帰還したらぁらの応援に駆け付けている。
らぁらの両親
声 - 佐久間レイ（ママ）、草尾毅（パパ）
イタリア料理店「パパのパスタ」を経営するらぁらの両親。第40話でらぁらがパラ宿に一時帰宅した際に、同行したMY☆DREAMを歓迎し、ゆいが持参したユメプリカも店の材料として貰っている。

## 用語
ここでは、おもに本作で初登場した用語・アイテムについて解説する。
プリパラタウン
前作同様、Prism Stoneから入ることができる仮想アイドルテーマパーク。なお、パパラ宿のプリパラアイドルがアイドルタイムシステムに対応していないプリパラに入る際は、お試しシステムとして入ることになる。
パパラ宿プリパラ
第1話でパパラ宿にオープンしたプリパラ。完成当初はライブ会場と時計塔以外まだ未完成であったが、第3話のプリパラカフェのオープンを皮切りに物語が進むごとに徐々に施設が増えていき、第18話で全ての設備が完成した。
パパラ宿のPrism Stoneから入ることができ、パラ宿のプリパラには無かった時計塔がある等、風景も大幅に異なっている。
なお、アボカド学園では当初はプリパラ自体が禁止となっていた為、Prism Stone（ないしプリパラ）へ行く為の隠し通路として、第2話でらぁら達によって学園とPrism Stoneを繋ぐトンネルが掘られ、そこからプリパラに通っていた。
古代プリパラ
パパラ宿にかつて存在した、全てのプリパラの前身にあたるプリパラで、タイムガーデンと一体になっていた。プリチケは前作の過去の回想などで語られたプリ券などとは異なり、現在のものと全く一緒のものを使用していた。後にパックが女の子の夢を食べたことで衰退し、消滅した。
アイドルウォッチでの通話は、現代の声を聞き取ることは可能だが、現代へ会話することは時間の距離がかなり遠いため困難である。
パラ宿プリパラ
らぁらがデビューしたプリパラ。本作では第13話でGaarmageddonとメカ姉ぇが原因で破壊されたため、アイドルタイムシステムへのリニューアルも合わせて暫く閉鎖することになった。第40話で再オープンし、同時に復興記念としてアイドルプルトラクイズが開催された。
ペンダイプリパラ
第19話でゆい達が宣伝大使として最初に訪れた、ペンダイのプリパラ。音美と奏の部長争いによって2つに分かれていたが、ゆい達の尽力によって仲直りを果たし、時計塔が新たに出現（アイドルタイムシステムに対応化）した。
プラノプリパラ
第20話でゆい達が宣伝大使として2番目に訪れた、ポッカイドウ・プラノのプリパラ。道路を挟んだ向かい側にはプラノのダンプリがある他、周囲には農家や青い池のある森、トウモロコシ畑などがある。ゆいのライブ後に、時計塔が新たに出現（アイドルタイムシステムに対応化）した。
パカ松プリパラ
パガワ県のパカ松にある。通称「麺パラ」。第21話でゆい達が宣伝大使として3番目に訪れた。内部は納涼サマーフェアを企画しためが姉ぇやGaarmageddon達によって麺をモチーフとしたポログラメーションによる飾り付けや恐ろしい仕掛けがされていたが、ポログラメーションの復旧とみちるのライブで元に戻り、同時に時計塔が新たに出現（アイドルタイムシステムに対応化）した。また、この回で出現したモンスターの正体も、もんじゃマンに扮したドロシーであると判明した。
プリパリ
プランスに所在するプリパラの総本部。本作ではひびきが実質的な管理者となっており、第22話で水上レース「La Pool de Purance」が開催。最終的にTricoloreが優勝（？）したが、Tricoloreのライブによって時計塔が新たに出現（アイドルタイムシステムに対応化）した。また、第38話でサパンナのプリパラより歴史が浅いことも判明した。
アイドルタイム
アイドルタイムシステムの中核となる用語。プリパラTVライブができる持ち時間を指す。パパラ宿のプリパラではアイドルウォッチにパワーを貯め、それに応じたアイドルタイムの間だけライブをすることができる。
アイドルタイムマイク・アイドルタイムハープ
本作で使用されるマイク型・ハープ型のアイテム。アイドルタイムマイクの玩具では2017年4月1日発売。前作のサイリウムチェンジに当たる「サイリウムタイム」の際にも使用する。
第39話でガァララがしゅうかに与えた紺色のマイク・ハープの存在も判明した。そちらはライブ後に女の子の夢を自動的に奪う機能を持っている。後に第41話で、ガァララもライブ時に使用している。
アイドルウォッチ
第1話から登場した懐中時計型のアイテム。アイドルタイムシステムが内蔵されており、アイドルになるための努力やアイドルにふさわしい活動をすることで手に入れられるアイドルタイムを満タンまで貯めることでステージに立つことが可能となっている。前作のロゼットパクトと同様、スカウトマスコットを収納したり、通話や写真の保存などの際にも使用される。
アイドルタイムグランプリ
パパラ宿のプリパラで開催されることになった大会（全4回）。原則としてパパラ宿でデビューしたアイドルのみグランプリへの参加が可能（他のプリパラでデビューしたアイドルはグランプリの前座しか参加できない）。
なお、第1回のみ当日までに参加者が集まらず開催不可能の場合は、パパラ宿のプリパラの閉鎖およびらぁらの神アイドルの資格剥奪というペナルティが存在していた。
第2回以降、グランプリで優勝したアイドルをWITHのメンバーがタイムガーデンへエスコートする要素が追加された。また、第3回からはチームによる出場が解禁されたが、チームでの出場は第4回のMY☆DREAMが唯一となった。
なお、グランプリの成績は以下の通り。
- 第1回（6月の開催、第11、12話） - 〇ゆいVSにの●
- 第2回（8月の開催、第18話） - 〇にのVSゆい●VSみちる●
- 第3回（10月の開催、第29話） - 〇しゅうかVSゆい●VSにの●VSみちる●VSその他●
- 第4回（12月の開催、第37話） - 〇MY☆DREAMVSしゅうか●VSミミ子●VS詩子●VSその他●

時の楽園・タイムガーデン（ときのらくえん・タイムガーデン）
第1回アイドルタイムグランプリにて登場した特別ステージ。ここではファララがグランプリ参加者を優勝へと導いたり、選ばれたアイドルにレアコーデを授けたりする。
アイドルタイムコーデ
アイドルタイムグランプリの優勝者にファララが授けるコーデシリーズ。時のヘアアクセ、時のスカート、時のシューズ、時のトップスの4つが出現しており、時のヘアアクセはゆい、時のスカートはにの、時のシューズはしゅうか、最後の時のトップスはMY☆DREAMがそれぞれ所持している。
アイドルタイムシリーズ
時を遡れる鍵となるコーデ。第43話でにのが朝のコーデを、第44話でみちるが夜のコーデを、第45話でゆいが昼のコーデをファララから授かった。着用時は強く念ずることで古代プリパラ跡の小島の沈没を止めることが可能である。
パパラ宿（パパラじゅく）
本作の主な舞台となる町。かつて古代のプリパラが存在していたが、パックが女の子たちの夢を食べたために消滅した。その後ダンプリが進出し、男子はもちろん、女子からも高い人気を得たため、女の子がプリパラに通い、アイドルとなる文化が定着していなかった。劇中序盤でプリパラが復活し、ゆい達の努力によってダンプリと肩を並べる存在となった。
ダンプリ（男子プリパラ）
パパラ宿をはじめ各地に所在する、男子によるプリパラで、男の子アイドルの聖地。本家のプリパラ傘下の施設でもあり、Prism Stoneとアイドルタイムシステムも存在するが、こちらはプリパラ側と外観が大幅に異なっている。プリチケについては女子プリパラと共通のものを使用しているため、女子プリパラアイドルとトモチケ交換が可能である。運営もパラ宿プリパラのめが兄ぃによって行われている。パパラ宿に女の子のプリパラがオープンするまでは、ダンプリがパパラ宿のアイドル文化を独占していた。
ダンプリは「女子禁制」を取っており、女子が入るためには、羊の姿になる必要がある。プリパラにおける「いいね！」は、ダンプリでは「いいぜ！」と評価される。また、女の子のプリパラは「女子プリ」（ジョシプリ）と呼ぶことがある。
プリ×プリフェスティバル
通称「プリフェス」。かつて開催されていた古代プリパラと古代ダンプリの合同イベント。パパラ宿のプリパラの設置（復活）に伴い第32話で数千年ぶりに開催された。
会場は女子プリパラやダンプリとは別の場所に設けられているため、女子アイドルと男子アイドル共にアイドル姿で参加が出来る（ヤギやヒツジの格好になる必要も無い）。
古代プリパラのメガネ
人類誕生の前から古代プリパラに存在した3つのメガネ。メガネには古代プリパラの詳細なシステムが記録されていたが、ファララは難しそうだったという理由で詳しく読んでいなかった。古代プリパラの滅亡と共に行方不明となったが、青色のメガネはプリパラミュージアムで（第38話）、赤色のメガネは私立アボカド学園の敷地内（第39話）およびプリパラ内（第41、42話）で拾った各パーツが揃って、黄色のメガネは雪男が所持していたところをそれぞれ発見されている。また、各メガネには事実を話すと光る機能も存在する。
時のジュエル（ときのジュエル）
システムを変える鍵を握るジュエル。第46話で古代プリパラにてゆい達が回収した。
時の祠（ときのほこら）
時を渡るための祠。開けるためのジュエルの鍵は本来の持ち主であったポワンがうっかりフリマで売却していたが、第45話でハシビロコウが持っていた鍵をしゅうかが買い取り、祠が開けられ、MY☆DREAMが古代プリパラへ向かった。
ゴッドアイドル
パパラ宿における神アイドルに相当するランクで、パックによる封印を破るのに必要な資格。ゴッドアイドルになるにはジュリィとジャニスの認定が必要で、さらに失敗すると所持しているプリチケが消え、プリパラに入れなくなるというペナルティが存在する。その為、当時は禁止になっていたとめが兄ぃから語られていた。第49話でDressingPaféが挑戦し成功、ゴッドアイドルになる。
私立アボカド学園（しりつアボカドがくえん）
ゆい、にの、みちる、しゅうか等が通っている一貫校で小学部から高等部まで存在する。全寮制を取っており、寮では第1話で転校してきたらぁらがゆいと同室となり、第13話よりあろまとみかんが、第27話でしゅうかが転校してきた。『寮の門限は午後5時』など、学園の規律は前作の私立パプリカ学園よりも厳しく、規律のためなら場合によっては校則を無視しても良いという特例も存在する。また、当初は女の子のプリパラもババリア校長と地獄ミミ子の方針により原則禁止されていた（プリパラの活動禁止は校則で明文化されておらず、誘ってはならないという校則などで根回ししていた）が、第12話でババリア校長によって解禁が宣言された。ダンプリに関しては、第6話の時点で女子が行くことを原則禁止としていたが、この規則も解禁されたかは明言されていない。
ユメプリカ
ゆいが好んで食べる米。ポッカイドウ・プラノが原産。

## スタッフ
- 原作 - タカラトミーアーツ、シンソフィア[33][34]
- 監督 - 森脇真琴[33][34]
- チーフディレクター - An Jai Ho、小林浩輔
- 副監督 - 佐藤まさふみ
- シリーズ構成 - 土屋理敬[6][34]
- キャラクター原案 - 金谷有希子[34]
- キャラクターデザイン - 原将治[6][34]、Cha Sang Hoon
- プロップデザイン - 宮川知子、斉藤里枝、仲田美歩、Kim Young Beom
- 作画監督 - Song Seung Taik、Song Hyun Ju、Lee Mi Young（ - 第11話）、Kang Boo Young、Jung Ji Moon
- 色彩設定 - 赤間三佐子
- 色彩設計 - Lee Yu Jin
- 美術設定 - 比留間崇、Lee Hoi Young
- 美術ボード - 齋藤緋沙子、猿谷勝己、高橋麻穂（第27話 - ）
- CGディレクター - 乙部善弘[34]
- 背景監督 - Lee Hoi Young
- 背景デザイン - Lee Won Gu
- 撮影監督 - Huh Tae Hee
- 編集 - 坂本雅紀
- 映像編集 - Lee Young Min
- 音響監督 - 長崎行男[34]
- 音楽 - はまたけし[6][34]、渡部チェル（第27話 - ）、石塚玲依[注 20]、斉藤恒芳[注 21]
- 音楽制作 - avex pictures
- アニメーションプロデューサー - 後藤広光、Kang Seok Woo
- プロデューサー - 高林庸介、鈴木祐治、矢島佳奈、Lee Se Eun
- アニメーション共同制作 - タツノコプロ、DONGWOO A&E[33][34]
- 製作 - テレビ東京、プリパラ製作委員会

## 楽曲
エンディングクレジットではユニット名のクレジットはなし。

### 主題歌
第50話はオープニングがなく、クレジットはエンディングに集約されている。第51話は主題歌と挿入歌を除く全てのクレジットがオープニングに集約されている（主題歌と挿入歌は従来通りエンディングにて表示）。
| 曲名               | 作詞                  | 作曲              | 編曲     | 歌       | 使用話数    | 補足      |
| ------------------ | --------------------- | ----------------- | -------- | -------- | ----------- | --------- |
| Just be yourself   | 鈴木まなか            | Kon-K             | Kon-K    | わーすた | 1 - 26      | [ 注 22 ] |
| 最上級ぱらどっくす | 鈴木まなか 渡邊シェフ | 安藤啓希 須藤隼太 | 岸田勇気 | わーすた | 27 - 39     |           |
| Memorial           | 森月キャス            | 渡辺徹            | 渡辺徹   | i☆Ris    | 40 - 49、51 | [ 注 23 ] |

| 曲名                    | 作詞       | 作曲     | 編曲       | 歌                                    | 使用話数 | 補足             |
| ----------------------- | ---------- | -------- | ---------- | ------------------------------------- | -------- | ---------------- |
| アイドル:タイム!!       | 松井洋平   | 原田篤   | 矢鴇つかさ | ゆい&らぁら （伊達朱里紗&茜屋日海夏） | 1 - 13   | [ 注 24 ] [ 36 ] |
| アイドル:タイム!!       | 松井洋平   | 原田篤   | 矢鴇つかさ | SoLaMiDressing                        | 14 - 26  | [ 注 25 ] [ 37 ] |
| ハートフル♡ドリーム     | 松井洋平   | 本多友紀 | 酒井拓也   | MY☆DREAM                              | 27 - 39  |                  |
| WELCOME TO DREAM        | 鈴木まなか | 加藤裕介 | 加藤裕介   | わーすた                              | 40 - 49  |                  |
| レインボウ・メロディー♪ | 松井洋平   | 桑原聖   | 酒井拓也   | プリパラドリーム☆オールスターズ       | 50       |                  |
| Believe My DREAM!       | 真崎エリカ | 本多友紀 | 酒井拓也   | MY☆DREAM                              | 51       |                  |

### 挿入歌
第50話では、挿入曲の一つとして「Memorial」が歌われたが、この場面について、演者である「i☆Ris」自身がモーションアクターを務めていたことが放送終了後に公表された（併せて、この模様を収録したスペシャルムービーも公開されている）。
| 曲名                                               | 作詞              | 作曲            | 編曲                 | 歌                                                                               | 話数                                                       |
| -------------------------------------------------- | ----------------- | --------------- | -------------------- | -------------------------------------------------------------------------------- | ---------------------------------------------------------- |
| チクタク・Magicaる・アイドルタイム！               | 児玉雨子          | michitomo       | KOJI oba             | 夢川ゆい（伊達朱里紗）                                                           | 1、3、5、6、12、18、20、25、29、31、45                     |
| チクタク・Magicaる・アイドルタイム！               | 児玉雨子          | michitomo       | KOJI oba             | ファララ（佐藤あずさ）                                                           | 12、14、17、18、19、20、26、28、29、31、37、43、44、45、46 |
| チクタク・Magicaる・アイドルタイム！               | 児玉雨子          | michitomo       | KOJI oba             | WITH                                                                             | 51                                                         |
| Giraギャラティック・タイトロープ                   | 児玉雨子          | michitomo       | KOJI oba             | WITH                                                                             | 1、3、6、7、9、10、12、15、17、19、20、25、27、32、39      |
| Giraギャラティック・タイトロープ                   | 児玉雨子          | michitomo       | KOJI oba             | MY☆DREAM                                                                         | 51                                                         |
| Make it! ~Remake It☆Remix~                         | 森月キャス        | 渡辺徹          | 渡辺徹 酒井拓也      | 真中らぁら（茜屋日海夏）                                                         | 2、5、6、25、47                                            |
| ま〜ぶるMake up a-ha-ha!                           | 三重野瞳          | 山原一浩        | 山原一浩             | 真中らぁら（茜屋日海夏）& 南みれぃ（芹澤優）                                     | 4、5                                                       |
| Red Flash Revolution                               | 松井洋平          | 桑原聖          | 酒井拓也             | 北条そふぃ（久保田未夢）                                                         | 7                                                          |
| ブランニュー・ハピネス！                           | 真崎エリカ        | 本多友紀        | 本多友紀 酒井拓也    | 真中らぁら（茜屋日海夏）& 夢川ゆい（伊達朱里紗）                                 | 8、9、16、23、31、32、34、40                               |
| パキら〜ろ！                                       | 三重野瞳          | 菅原幸枝        | 菅原幸枝             | SoLaMi♡SMILE                                                                     | 8、29                                                      |
| あっちゃこっちゃゲーム                             | 児玉雨子          | michitomo       | かずぼーい michitomo | 虹色にの（大地葉）                                                               | 10、12、14、18、25、29、33、43                             |
| トライアングル・スター                             | 松井洋平          | 桑原聖          | 酒井拓也             | SoLaMi♡SMILE                                                                     | 11、13                                                     |
| 絶対生命 final show女                              | 三重野瞳          | 山原一浩        | 山原一浩             | 東堂シオン（山北早紀）                                                           | 11、13                                                     |
| 絶対生命 final show女                              | 三重野瞳          | 山原一浩        | 山原一浩             | 詩子（ブル）                                                                     | 37                                                         |
| アメイジング・キャッスル                           | 松井洋平          | 桑原聖          | 酒井拓也             | Gaarmageddon                                                                     | 13、14、26、30、33                                         |
| Twin mirror♥compact                                | 三重野瞳          | 山原一浩        | 山原一浩             | ドロシー・ウェスト（澁谷梓希）& レオナ・ウェスト（若井友希）                     | 13、17                                                     |
| シュガーレス×フレンド                              | 松井洋平          | 本多友紀        | 酒井拓也             | NonSugar                                                                         | 13、48                                                     |
| パニックラビリンス                                 | 三重野瞳          | 依田伸隆        | 依田伸隆             | 黄木あじみ（上田麗奈）                                                           | 13                                                         |
| パニックラビリンス                                 | 三重野瞳          | 依田伸隆        | 依田伸隆             | 地獄ミミ子（上田麗奈）                                                           | 37                                                         |
| Just My Chance Call                                | 三重野瞳          | 山原一浩        | 山原一浩             | ちゃん子（赤﨑千夏） With そふぃ親衛隊                                           | 13                                                         |
| 君100%人生                                         | 三重野瞳          | 山原一浩        | 山原一浩             | 北条コスモ（山本希望）                                                           | 13                                                         |
| ヴァーチャデリアイドル♥                            | 三重野瞳          | hisakuni        | hisakuni             | 赤井めが姉ぇ（伊藤かな恵）                                                       | 13                                                         |
| かりすま〜とGIRL☆Yeah!                             | 宮嶋淳子          | hisakuni        | hisakuni             | TRiANGLE                                                                         | 13、40                                                     |
| 純（ピュ）・アモーレ・愛                           | 三重野瞳          | 石塚玲依        | 石塚玲依             | 紫京院ひびき（斎賀みつき）                                                       | 13                                                         |
| でび&えん☆Reversible- Ring                         | 三重野瞳          | 山原一浩        | 山原一浩             | オフヴォーカル                                                                   | 14                                                         |
| GOスト♭コースター                                  | 宮嶋淳子          | 松坂康司        | 松坂康司             | 幸多みちる（山田唯菜）                                                           | 15、16、18、21、25、26、29、35、44                         |
| No D&D code                                        | 三重野瞳          | 山原一浩        | 山原一浩             | Dressing Pafé                                                                    | 19                                                         |
| NEO DIMENSION GO!!                                 | 三重野瞳          | 石塚玲依        | 石塚玲依             | Tricolore                                                                        | 22                                                         |
| あなたがプリパラに来るのを、ミミ子待っとるがいや。 | 筆安一幸          | 斉藤恒芳        | 斉藤恒芳             | 地獄ミミ子（上田麗奈）                                                           | 23                                                         |
| 快打洗心♡カッキンBUDDY                             | 成本智美          | 成本智美        | 賀佐泰洋             | 虹色にの（大地葉）& 東堂シオン（山北早紀）                                       | 24、43、44                                                 |
| アイドル:タイム!!                                  | 松井洋平          | 原田篤          | 矢鴇つかさ           | みさき（七瀬彩夏）                                                               | 25                                                         |
| Miss.プリオネア                                    | 児玉雨子          | michitomo       | KOJI oba             | 華園しゅうか（朝日奈丸佳）                                                       | 27 - 29、37、39、41、45                                    |
| Make it!                                           | 森月キャス        | 渡辺徹          | 渡辺徹               | SAINTS                                                                           | 28                                                         |
| Mon chouchou                                       | 三重野瞳          | 松井洋平        | 酒井拓也 矢鴇つかさ  | Tricolore                                                                        | 30、48                                                     |
| サンシャイン・ベル                                 | 宮嶋淳子          | 松坂康司        | 松坂康司             | ファララ（佐藤あずさ）                                                           | 31、38                                                     |
| My Bright…                                         | 宮嶋淳子 hisakuni | hisakuni        | hisakuni             | 若井友希                                                                         | 35                                                         |
| Believe My DREAM!                                  | 真崎エリカ        | 本多友紀        | 酒井拓也             | MY☆DREAM                                                                         | 36 - 38、40、46、48、50                                    |
| ぱぴぷぺ☆POLICE!                                   | 宮嶋淳子          | 宮崎まゆ        | 高橋修平             | 真中らぁら（茜屋日海夏）& ドロシー・ウェスト（澁谷梓希）& 白玉みかん（渡部優衣） | 40                                                         |
| すた〜らいとカーニバル☆                            | 宮嶋淳子          | 松坂康司        | 松坂康司             | ガァララ（黒沢ともよ）                                                           | 41                                                         |
| Dear My Future 〜未来の自分へ〜                    | 池畑伸人          | 長岡成貢        | 長岡成貢             | 華園みあ（大久保瑠美）                                                           | 42                                                         |
| リンリン♪がぁらふぁらんど                          | 宮嶋淳子          | 松坂康司        | 松坂康司             | ファララ（佐藤あずさ）& ガァララ（黒沢ともよ）                                   | 46、47                                                     |
| ぷりっとぱ〜ふぇくと                               | 三重野瞳          | 桑原聖          | 酒井拓也             | 南みれぃ（芹澤優）                                                               | 48                                                         |
| 太陽のflare sherbet                                | 三重野瞳          | 山原一浩        | 山原一浩             | 北条そふぃ（久保田未夢）                                                         | 48                                                         |
| Girl's Fantasy                                     | 宮嶋淳子          | 松坂康司        | 松坂康司             | ジュリィ（上田麗奈）& ジャニス（豊崎愛生）                                       | 49                                                         |
| Get Over Dress-code                                | 松井洋平          | 桑原聖 酒井拓也 | 酒井拓也             | Dressing Pafé                                                                    | 49                                                         |
| ゴッドアイドル、エラバレル、キメテヤル、今夜       | 筆安一幸          | 佐藤まさふみ    | [ 注 39 ]            | 赤井めが兄ぃ（諏訪部順一）& 赤井めが姉ぇ（伊藤かな恵）                           | 49                                                         |
| Memorial                                           | 森月キャス        | 渡辺徹          | 渡辺徹               | SoLaMiDressing& MY☆DREAM& 華園しゅうか（朝日奈丸佳）                             | 50                                                         |

### アニメ未使用曲
以下はアニメ放送終了後にエイベックス・ピクチャーズ主催のイベントで発表された曲である。一部の楽曲は続編『アイドルランド』で使用され、CGライブが披露されている。
| 曲名                                 | 作詞           | 作曲                         | 編曲                       | 歌                                                           | 初出                                                                                             |
| ------------------------------------ | -------------- | ---------------------------- | -------------------------- | ------------------------------------------------------------ | ------------------------------------------------------------------------------------------------ |
| 好きにしてI-I-Z-E                    | 児玉雨子       | michitomo                    | KOJI oba 松井ジャーマンJr. | WITH                                                         | 『スペシャルイベント 「朝も！夜も！どんなときも！always WITH you!!」 by アイドルタイムプリパラ』 |
| DANCE PRINCE                         | 児玉雨子       | michitomo                    | KOJI oba 松井ジャーマンJr. | WITH                                                         | 『スペシャルイベント 「朝も！夜も！どんなときも！always WITH you!!」 by アイドルタイムプリパラ』 |
| BLASTING CLAP!                       | 真崎エリカ     | 原田篤                       | 酒井拓也                   | WITH                                                         | 『スペシャルイベント 「朝も！夜も！どんなときも！always WITH you!!」 by アイドルタイムプリパラ』 |
| ALWAYS WITH YOU!!!                   | 松井洋平       | 本多友紀                     | 矢鴇つかさ                 | WITH                                                         | 『スペシャルイベント 「朝も！夜も！どんなときも！always WITH you!!」 by アイドルタイムプリパラ』 |
| リフレイン・ザ・シンフォニー         | 真崎エリカ     | 桑原聖                       | 酒井拓也                   | WITH                                                         | 『スペシャルイベント 「朝も！夜も！どんなときも！always WITH you!!」 by アイドルタイムプリパラ』 |
| かりすま〜とGIRL☆Yeah!               | 宮嶋淳子       | hisakuni                     | 高橋修平                   | NonSugar                                                     | 『プリパラ＆キラッとプリ☆チャンAUTUMN LIVE TOUR み〜んなでアイドルやってみた！』                 |
| スパイシー♪ホット＊ケーキ!!!         | 松井洋平       | 本多友紀                     | 本多友紀                   | NonSugar                                                     | 『プリパラ＆キラッとプリ☆チャンAUTUMN LIVE TOUR み〜んなでアイドルやってみた！』                 |
| スター☆ア・ラ・カルト                | 宮嶋淳子       | 松坂康司                     | 松坂康司                   | ドロマゲドン・ひ                                             | 『み～んなでキラッとプリティーライブ2018』                                                       |
| Crew-Sing！Friend Ship♡              | 松井洋平       | 矢鴇つかさ                   | 矢鴇つかさ                 | PRI-Crew Friends                                             | 『Pripara Friendship Tour 2019 プロミス！リズム！パラダイス！』                                  |
| 神曲！〜Gaarmage Tourism〜           | 松井洋平       | 原田篤                       | 酒井拓也                   | Gaarmageddon                                                 | 『Pripara Friendship Tour 2019 プロミス！リズム！パラダイス！』                                  |
| ピュア・ハート・カレンダー           | 真崎エリカ     | 本多友紀                     | 脇眞富                     | MY☆DREAM                                                     | 『Pripara Friendship Tour 2019 プロミス！リズム！パラダイス！』                                  |
| しーくれっと！ラタトゥイユ           | 真崎エリカ     | 矢鴇つかさ                   | 脇眞富                     | ガァルマゲドン・ミ                                           | 『Pripara Friendship Tour 2019 プロミス！リズム！パラダイス！』                                  |
| Ha Cha Me Cha テレパシー             | 宮嶋淳子       | 松坂康司                     | 松坂康司                   | ドロシー・ウェスト（澁谷梓希）& レオナ・ウェスト（若井友希） | 『Pripara Friendship Tour 2019 プロミス！リズム！パラダイス！』                                  |
| ゴー！ゴー！ゴージャス！             | 児玉雨子       | michitomo                    | KOJI Oba                   | 月川ちり（大森日雅）& 華園しゅうか（朝日奈丸佳）             | 『Pripara Friendship Tour 2019 プロミス！リズム！パラダイス！』                                  |
| メイクマニー・メイクドリーム         | 児玉雨子       | michitomo                    | KOJI Oba                   | 華園しゅうか（朝日奈丸佳）                                   | 『Pripara Friendship Tour 2019 プロミス！リズム！パラダイス！』                                  |
| リザーブ・ザ・リバース！             | 真崎エリカ     | 本多友紀                     | 本多友紀                   | NonSugar                                                     | 『Pripara Friendship Tour 2019 プロミス！リズム！パラダイス！』                                  |
| 嘘つきはTomorrowの始まり             | マイクスギヤマ | 石塚玲依                     | 石塚玲依                   | 紫京院ひびき（斎賀みつき）                                   | 『Pripara Friendship Tour 2019 プロミス！リズム！パラダイス！』                                  |
| スーパー・ダーリン                   | 児玉雨子       | michitomo                    | ENIXES                     | WITH                                                         | 『WITH #IIZE Tour 2019 by IdolTimePripara』                                                      |
| Quest Milky Way!                     | 真崎エリカ     | 原田篤                       | 原田篤                     | WITH                                                         | 『WITH #IIZE Tour 2019 by IdolTimePripara』                                                      |
| JUST NOW!                            | 松井洋平       | 桑原聖                       | 酒井拓也                   | WITH                                                         | 『WITH #IIZE Tour 2019 by IdolTimePripara』                                                      |
| エスコート・パレット・ショウタイム！ | 真崎エリカ     | 原田篤                       | 脇眞富                     | 夢川ショウゴ（山下誠一郎）                                   | 『WITH #IIZE Tour 2019 by IdolTimePripara』                                                      |
| MYCS                                 | 三重野瞳       | 矢鴇つかさ                   | 矢鴇つかさ                 | 三鷹アサヒ（小林竜之）                                       | 『WITH #IIZE Tour 2019 by IdolTimePripara』                                                      |
| SHOW ME SO SWEET RULE                | 松井洋平       | 本多友紀                     | 本多友紀                   | 高瀬コヨイ（土田玲央）                                       | 『WITH #IIZE Tour 2019 by IdolTimePripara』                                                      |
| マジック・アワー                     | 児玉雨子       | michitomo                    | KOJI Oba                   | 三鷹アサヒ（小林竜之）& 高瀬コヨイ（土田玲央）               | CDアルバム『ALWAYS WITH YOU!!!』                                                                 |
| Burn! Cosmic Liberty                 | 真崎エリカ     | 矢鴇つかさ                   | 矢鴇つかさ                 | 北条コスモ（山本希望）                                       | 『プリパラ&キラッとプリ☆チャン Winter Live 2019』                                                |
| パルプス・ノンフィクション♪          | 松井洋平       | 矢鴇つかさ                   |                            | 緑風ふわり（佐藤あずさ）                                     | 『Pripara Friendship 2020 パラダイストレイン！』                                                 |
| 以心伝心パンチライン                 | 松井洋平       | 本多友紀                     | 酒井拓也                   | 虹色にの（大地葉）& 東堂シオン（山北早紀）                   | 『プリパラ&キラッとプリ☆チャン Winter Live 2020』                                                |
| タッ・ピ〜ロペ・サパンナ！           | 真崎エリカ     | 矢鴇つかさ                   | 矢鴇つかさ                 | NonSugar                                                     | 『NonSugar スペシャルイベント「約束のてへペロピタですわ！」by プリパラ』                         |
| 三花三様、夢いろ花舞姫               | 真崎エリカ     | 原田篤                       | 脇眞富                     | NonSugar                                                     | 『NonSugar スペシャルイベント「約束のてへペロピタですわ！」by プリパラ』                         |
| ノンピリオド                         | 真崎エリカ     | 矢鴇つかさ                   | 矢鴇つかさ                 | NonSugar                                                     | 『NonSugar スペシャルイベント「約束のてへペロピタですわ！」by プリパラ』                         |
| カワイイ・ノンシュジェニック!!!      | 松井洋平       | 本多友紀                     | 本多友紀                   | NonSugar                                                     | 『NonSugar スペシャルイベント「約束のてへペロピタですわ！」by プリパラ』                         |
| DAI! BOM! 大冒険だいっ!!             | 三重野瞳       | 栗原暁（Jazzin'park） 前田佑 |                            | NonSugar                                                     | 『NonSugar スペシャルイベント「約束のてへペロピタですわ！」by プリパラ』                         |
| ぽわぽわ♡NURSE?                      |                |                              |                            | プリパラナース                                               | 『プリパラフレンドシップ オータムライブ2021』                                                    |
| NonSugar × Age                       | 松井洋平       | 本多友紀 (Arte Refact)       | 酒井拓也 (Arte Refact)     | NonSugar                                                     | 『NonSugar 2nd EVENT「ノンスイートホットペッパーチリペッパー！」by プリパラ』                    |
| シリアル・ドリーマー!!!              | 松井洋平       |                              |                            | MY☆DREAM                                                     | 『プリパラフレンドシップ オータムライブ2023』                                                    |

## 各話リスト
| 話数   | サブタイトル                               | 脚本             | 絵コンテ              | ストーリーボード              | 演出         | アニメーション演出 | プリパラライブ演出                   | 作画監修                                               | 放送日 (TXN)  |
| ------ | ------------------------------------------ | ---------------- | --------------------- | ----------------------------- | ------------ | ------------------ | ------------------------------------ | ------------------------------------------------------ | ------------- |
| 第1話  | ゆめかわアイドル始めちゃいました！？       | 加藤還一         | 誌村宏明              | Nam Sung Min An Jai Ho        | 佐藤まさふみ | Nam Sung Min       | 菱田正和、安藤尚也                   | 斉藤里枝、川島尚                                       | 2017年 4月4日 |
| 第2話  | ここ掘れ、アイドル                         | ふでやすかずゆき | 山本三輪子 藤澤俊幸   | Choi Hun Cheol Na Ki Chual    | 板庇迪       | Na Ki Chual        | 菱田正和、安藤尚也                   | 斉藤里枝、川島尚                                       | 4月11日       |
| 第3話  | ゆめかわ！メイキングドラマ！               | 金杉弘子         | 柊陽菜                | Jeon Byung Cheol Nam Sung Min | 黒瀬大輔     | Jeon Byung Cheol   | 菱田正和、安藤尚也 江副仁美          | 斉藤里枝、川島尚                                       | 4月18日       |
| 第4話  | まいどぷり！みれぃやで！                   | 大場小ゆり       | 川口敬一郎            | Park Chi Man Nam Sung Min     | 黒瀬大輔     | Park Chi Man       | 菱田正和、安藤尚也                   | 斉藤里枝、川島尚                                       | 4月25日       |
| 第5話  | プニコンのマネージャー修行クマ！           | 中村能子         | 江島泰男              | Nam Sung Min An Jai Ho        | 江島泰男     | Nam Sung Min       | 菱田正和、安藤尚也                   | 斉藤里枝、川島尚                                       | 5月2日        |
| 第6話  | ユメユメ！？男プリ潜入！                   | 加藤還一         | 葛谷直行              | Choi Hun Cheol Na Ki Chual    | 小林浩輔     | Na Ki Chual        | 菱田正和、安藤尚也                   | 斉藤里枝、川島尚 戸田さやか                            | 5月9日        |
| 第7話  | そふぃがやってクール！                     | 田辺茂範         | 柊陽菜                | Jeon Byung Cheol Nam Sung Min | 徐恵眞       | Jeon Byung Cheol   | 菱田正和、安藤尚也                   | 斉藤里枝、川島尚                                       | 5月16日       |
| 第8話  | ライスをねらえ！                           | ふでやすかずゆき | 藤澤俊幸              | Park Chi Man Nam Sung Min     | 板庇迪       | Park Chi Man       | 菱田正和、安藤尚也 江副仁美          | 斉藤里枝、川島尚                                       | 5月23日       |
| 第9話  | おしゃれスタジオ始めたっての               | 福田裕子         | 葛谷直行              | Nam Sung Min An Jai Ho        | 黒瀬大輔     | Nam Sung Min       | 菱田正和、安藤尚也 江副仁美          | 斉藤里枝、川島尚                                       | 5月30日       |
| 第10話 | 助っ人アイドル始めたっす！                 | 加藤還一         | 小林浩輔              | Choi Hun Cheol Na Ki Chual    | 小林浩輔     | Na Ki Chual        | 菱田正和、安藤尚也                   | 斉藤里枝、川島尚 戸田さやか                            | 6月6日        |
| 第11話 | 投げろ！アイドルタイムグランプリ           | 金杉弘子         | 柊陽菜                | Jeon Byung Cheol Nam Sung Min | 室谷靖       | Jeon Byung Cheol   | 菱田正和、安藤尚也                   | 斉藤里枝、川島尚                                       | 6月13日       |
| 第12話 | 打て！アイドルタイムグランプリ             | 大場小ゆり       | 金崎貴臣 山本三輪子   | Park Chi Man Nam Sung Min     | 板庇迪       | Park Chi Man       | 菱田正和、安藤尚也 江副仁美          | 斉藤里枝、川島尚                                       | 6月20日       |
| 第13話 | レッツゴー！パラ宿                         | 中村能子         | 渡辺健一郎            | Nam Sung Min An Jai Ho        | 渡辺健一郎   | Nam Sung Min       | 菱田正和、安藤尚也                   | 斉藤里枝、川島尚                                       | 6月27日       |
| 第14話 | ガァルマゲドンがきた！                     | ふでやすかずゆき | 森脇真琴              | Choi Hun Cheol Na Ki Chual    | 黒瀬大輔     | Na Ki Chual        | 菱田正和、安藤尚也                   | 斉藤里枝、川島尚 戸田さやか                            | 7月4日        |
| 第15話 | ミーチルみちる                             | 田辺茂範         | 小林浩輔              | Jeon Byung Cheol Nam Sung Min | 小林浩輔     | Jeon Byung Cheol   | 安藤尚也、江副仁美                   | 斉藤里枝、川島尚 戸田さやか                            | 7月11日       |
| 第16話 | あの地獄にさよならを                       | ふでやすかずゆき | 国崎友也              | Park Chi Man Nam Sung Min     | 国崎友也     | Park Chi Man       | 安藤尚也、江副仁美                   | 斉藤里枝、川島尚 本多恵美                              | 7月18日       |
| 第17話 | アイドル借り物バトルっす！                 | 福田裕子         | 大久保政雄            | Nam Sung Min An Jai Ho        | 黒瀬大輔     | Nam Sung Min       | 安藤尚也、河野亜矢子                 | 斉藤里枝、川島尚 本多恵美                              | 7月25日       |
| 第18話 | グランプリ！勝利へのエスコート             | 加藤還一         | 藤澤俊幸              | Choi Hun Cheol Na Ki Chual    | 小林浩輔     | Na Ki Chual        | 安藤尚也、江副仁美                   | 戸田さやか                                             | 8月1日        |
| 第19話 | 旅立てアイドル！レッツ・イゴー！           | 大場小ゆり       | 柊陽菜                | Jeon Byung Cheol Nam Sung Min | 板庇迪       | Jeon Byung Cheol   | 安藤尚也                             | 斉藤里枝、川島尚 本多恵美                              | 8月8日        |
| 第20話 | ハッピー米（まい）バースデイ               | 中村能子         | 葛谷直行              | Park Chi Man Nam Sung Min     | 板庇迪       | Park Chi Man       | 安藤尚也、江副仁美                   | 斉藤里枝、川島尚 本多恵美                              | 8月15日       |
| 第21話 | ドキドキ！みちなる麺パラ                   | 金杉弘子         | 森脇真琴              | Nam Sung Min An Jai Ho        | 江島泰男     | Nam Sung Min       | 安藤尚也、江副仁美                   | 斉藤里枝、川島尚                                       | 8月22日       |
| 第22話 | プール de（ド） プランス 大レース！        | 福田裕子         | 小林浩輔              | Choi Hun Cheol Na Ki Chual    | 小林浩輔     | Na Ki Chual        | 安藤尚也 乙部善弘                    | 斉藤里枝、川島尚 戸田さやか、諏訪壮大                  | 8月29日       |
| 第23話 | 地獄アイドル始めちゃいました！？           | ふでやすかずゆき | 山本三輪子 金崎貴臣   | Jeon Byung Cheol Nam Sung Min | 黒瀬大輔     | Jeon Byung Cheol   | 安藤尚也、江副仁美                   | 斉藤里枝、川島尚                                       | 9月5日        |
| 第24話 | 勝負っす！シオン先輩！                     | 加藤還一         | 柊陽菜                | Park Chi Man Nam Sung Min     | 黒瀬大輔     | Park Chi Man       | 安藤尚也                             | 斉藤里枝、川島尚                                       | 9月12日       |
| 第25話 | ユメユメ！タイムスリップ                   | 田辺茂範         | 森脇真琴              | Nam Sung Min An Jai Ho        | 小林浩輔     | Nam Sung Min       | 安藤尚也、江副仁美                   | 斉藤里枝、川島尚                                       | 9月19日       |
| 第26話 | がんばれみちる！！                         | ふでやすかずゆき | 大久保政雄            | Choi Hun Cheol Na Ki Chual    | 江島泰男     | Na Ki Chual        | 安藤尚也、江副仁美                   | 斉藤里枝、川島尚                                       | 9月26日       |
| 第27話 | 華園しゅうかでございます                   | 金杉弘子         | 葛谷直行              | Jeon Byung Cheol Nam Sung Min | 江副仁美     | Jeon Byung Cheol   | 安藤尚也、江副仁美                   | 斉藤里枝、川島尚                                       | 10月3日       |
| 第28話 | いっちばーんがやってきた！                 | 大場小ゆり       | 小林浩輔              | Park Chi Man Nam Sung Min     | 小林浩輔     | Park Chi Man       | 安藤尚也、江副仁美                   | 斉藤里枝、川島尚 戸田さやか                            | 10月10日      |
| 第29話 | グランプリ大決戦！                         | 加藤還一         | 渡辺健一郎            | Nam Sung Min An Jai Ho        | 渡辺健一郎   | Nam Sung Min       | 安藤尚也、江副仁美                   | 斉藤里枝、川島尚                                       | 10月17日      |
| 第30話 | ガァララとパックが夢パックン！             | 土屋理敬         | 藤澤俊幸              | Choi Hun Cheol Na Ki Chual    | 黒瀬大輔     | Na Ki Chual        | 安藤尚也                             | 斉藤里枝、川島尚 戸田さやか、伊藤浩 宮川知子、原将治   | 10月24日      |
| 第31話 | 復活！ファララ・ア・ラーム                 | 田辺茂範         | 柊陽菜                | Jeon Byung Cheol Nam Sung Min | 小林浩輔     | Jeon Byung Cheol   | 安藤尚也、江副仁美 乙部善弘          | 斉藤里枝、川島尚                                       | 10月31日      |
| 第32話 | WITHとプリ×プリフェスティバル！            | 加藤還一         | 江島泰男              | Park Chi Man Nam Sung Min     | 江島泰男     | Park Chi Man       | 安藤尚也、江副仁美 小林浩輔 乙部善弘 | 斉藤里枝、川島尚 戸田さやか                            | 11月7日       |
| 第33話 | ガァララ塔のひみつっす                     | ふでやすかずゆき | 葛谷直行              | Nam Sung Min An Jai Ho        | 黒瀬大輔     | Nam Sung Min       | 安藤尚也                             | 斉藤里枝、川島尚                                       | 11月14日      |
| 第34話 | ガァララの森                               | 大場小ゆり       | 誌村宏明              | Choi Hun Cheol Na Ki Chual    | 野木森達哉   | Na Ki Chual        | 安藤尚也、江副仁美                   | 斉藤里枝、川島尚                                       | 11月21日      |
| 第35話 | 未知とのミーチル                           | 田辺茂範         | 山本三輪子 金崎貴臣   | Jeon Byung Cheol Nam Sung Min | 江島泰男     | Jeon Byung Cheol   | 安藤尚也、江副仁美                   | 斉藤里枝、川島尚 戸田さやか                            | 11月28日      |
| 第36話 | ユメ目合宿大ピンチ！                       | 金杉弘子         | 藤澤俊幸              | Park Chi Man Nam Sung Min     | 黒瀬大輔     | Park Chi Man       | 安藤尚也、佐藤まさふみ               | 斉藤里枝、川島尚                                       | 12月5日       |
| 第37話 | ホップ・ステップ・グランプリ！             | 加藤還一         | 小林浩輔              | Nam Sung Min An Jai Ho        | 小林浩輔     | Nam Sung Min       | 安藤尚也、江副仁美 佐藤まさふみ      | 斉藤里枝、川島尚 戸田さやか                            | 12月12日      |
| 第38話 | ユメリー・メガネマス★                      | ふでやすかずゆき | 柊陽菜                | Choi Hun Cheol Na Ki Chual    | 黒瀬大輔     | Na Ki Chual        | 安藤尚也、佐藤まさふみ               | 斉藤里枝、川島尚                                       | 12月19日      |
| 第39話 | 年末！ババ大そうじでっすわ！               | 田辺茂範         | 大久保政雄            | Jeon Byung Cheol Nam Sung Min | 安藤良       | Jeon Byung Cheol   | 安藤尚也、江副仁美 小林浩輔          | 斉藤里枝、川島尚 戸田さやか                            | 12月26日      |
| 第40話 | パラ宿プルトラクイズ！                     | 金杉弘子         | 渡辺健一郎            | Park Chi Man Nam Sung Min     | 渡辺健一郎   | Park Chi Man       | 安藤尚也、佐藤まさふみ 江副仁美      | 斉藤里枝、川島尚                                       | 2018年 1月9日 |
| 第41話 | しゅうかとガァララ                         | 大場小ゆり       | 山本三輪子 金崎貴臣   | Nam Sung Min An Jai Ho        | 黒瀬大輔     | Nam Sung Min       | 安藤尚也、江副仁美                   | 斉藤里枝、川島尚 戸田さやか                            | 1月16日       |
| 第42話 | ディア・マイ・トモダチ！                   | 加藤還一         | 藤澤俊幸              | Choi Hun Cheol Na Ki Chual    | 小林浩輔     | Na Ki Chual        | 安藤尚也                             | 斉藤里枝、川島尚 児玉和子                              | 1月23日       |
| 第43話 | 燃えよにの                                 | ふでやすかずゆき | 柊陽菜                | Jeon Byung Cheol Nam Sung Min | 黒瀬大輔     | Jeon Byung Cheol   | 安藤尚也                             | -                                                      | 1月30日       |
| 第44話 | みちるさまとお呼びなさい                   | 田辺茂範         | 誌村宏明              | Park Chi Man Nam Sung Min     | 室谷靖       | Park Chi Man       | 安藤尚也、江副仁美                   | 斉藤里枝、川島尚 原将治                                | 2月6日        |
| 第45話 | 決戦！ゆいvsしゅうか                       | 大場小ゆり       | 藤澤俊幸              | Nam Sung Min An Jai Ho        | 江副仁美     | Nam Sung Min       | 安藤尚也、江副仁美                   | 斉藤里枝、川島尚                                       | 2月13日       |
| 第46話 | 時をこえてマイドリーム！                   | 福田裕子         | 柊陽菜                | Choi Hun Cheol Na Ki Chual    | 黒瀬大輔     | Na Ki Chual        | 安藤尚也、佐藤まさふみ               | 斉藤里枝、川島尚 原将治                                | 2月20日       |
| 第47話 | パックでパニック！大暴れ！                 | 金杉弘子         | 山本三輪子 金崎貴臣   | Jeon Byung Cheol Nam Sung Min | 小林浩輔     | Jeon Byung Cheol   | 安藤尚也                             | 斉藤里枝、川島尚 原将治、戸田さやか                    | 2月27日       |
| 第48話 | らぁらに届け、カムバックライブ！           | 加藤還一         | 誌村宏明              | Park Chi Man Nam Sung Min     | 安藤良       | Park Chi Man       | 安藤尚也、江副仁美                   | 斉藤里枝、川島尚 原将治                                | 3月6日        |
| 第49話 | 誕生しちゃうぜ！神アイドル!?               | ふでやすかずゆき | 佐藤まさふみ 森脇真琴 | Nam Sung Min An Jai Ho        | 佐藤まさふみ | Nam Sung Min       | 安藤尚也、佐藤まさふみ               | 斉藤里枝、川島尚 原将治                                | 3月13日       |
| 第50話 | 夢のツバサで飛べマイドリーム！             | 土屋理敬         | 森脇真琴              | Choi Hun Cheol Na Ki Chual    | 森脇真琴     | Na Ki Chual        | 安藤尚也                             | 斉藤里枝、川島尚 原将治、戸田さやか 柚山麻美、宮川知子 | 3月20日       |
| 第51話 | み～んなあつまれ！アイドル始める時間だよ！ | 福田裕子         | 渡辺健一郎            | Jeon Byung Cheol Nam Sung Min | 渡辺健一郎   | Jeon Byung Cheol   | 安藤尚也                             | 斉藤里枝、川島尚 原将治                                | 3月27日       |

## 放送局
| 放送期間 | 放送時間                              | 放送局         | 対象地域       | 備考                      |
| --- | ------------------------------------- | -------------- | -------------- | ------------------------- |
| 2017年4月4日 - 2018年3月27日 | 火曜 17:55 - 18:25                    | テレビ東京     | 関東広域圏     | 製作局                    |
| |                                       | テレビ北海道   | 北海道         |                           |
| |                                       | テレビ愛知     | 愛知県         |                           |
| |                                       | テレビ大阪     | 大阪府         |                           |
| |                                       | テレビせとうち | 岡山県・香川県 |                           |
| |                                       | TVQ九州放送    | 福岡県         |                           |
| 2017年4月9日 - 2018年4月1日 | 日曜 0:30 - 1:00（土曜深夜）          | AT-X           | 日本全域       | CS放送 / リピート放送あり |
| 2017年4月11日 - 2018年4月3日 | 火曜 17:29 - 17:58                    | BSジャパン     | 日本全域       | BS放送                    |
| 2017年4月18日 - 2018年4月10日 | 火曜 17:30 - 18:00                    | 岐阜放送       | 岐阜県         | [ 88 ]                    |
| 2017年4月28日 - 2018年3月30日 | 金曜 15:50 - 16:18                    | 仙台放送       | 宮城県         | [ 注 51 ] [ 注 52 ]       |
| 2017年11月17日 - 2018年11月2日 | 金曜 7:30 - 8:00                      | テレビ和歌山   | 和歌山県       |                           |
| 2017年12月6日 - 2019年1月9日 | 水曜 7:30 - 8:00                      | 奈良テレビ     | 奈良県         |                           |
| 2017年12月11日 - 2018年3月26日 2018年4月2日 - 12月10日                                                                                                | 月曜 17:30 - 18:00 月曜 17:15 - 17:45 | びわ湖放送     | 滋賀県         |                           |
| テレビ東京系列の地上波6局のみ字幕放送、連動データ放送（2017年6月27日 - ）対応。同時ネット局も含め特番編成などにより放送時間が変更される場合があった。 |                                       |                |                |                           |

| 配信期間                      | 配信時間           | 配信サイト         | 備考                  |
| ----------------------------- | ------------------ | ------------------ | --------------------- |
| 2017年4月14日 - 2018年3月27日 | 火曜 18:30 更新    | あにてれ           |                       |
| 2017年4月14日 - 2018年3月30日 | 金曜 21:00 - 21:30 | ニコニコ生放送     | [ 注 54 ]             |
|                               | 金曜 21:30 更新    | ニコニコチャンネル | 第1話のみ常時無料配信 |
|                               | 金曜 更新          | あにてれしあたー   | [ 91 ] [ 注 55 ]      |

### 日本国外での放送
時間帯は全て現地時間。
| 放送地域                | 放送局         | 放送期間                      | 放送日時                 | 備考                                                                     |
| ----------------------- | -------------- | ----------------------------- | ------------------------ | ------------------------------------------------------------------------ |
| 香港 マカオ 広東省 広西 | 無綫電視翡翠台 | 2020年7月14日 - 2021年1月12日 | 火曜・水曜 17:20 - 17:50 | 『星光樂園IV』のタイトルで放送 広東語・日本語二ヶ国語放送 繁体字字幕あり |

## ファンクラブ
2017年4月1日から2018年3月31日まで、『アイドルタイムプリパラ応援隊 モバイルファンクラブ』と言う名称のファンクラブが運営されていた。

## イベント

### プリパラツアーズ
アイドル体験を楽しめるイベントとして『プリパラツアーズ』が2017年3月から開催されている。第1回は大阪の南海電気鉄道が運営するみさき公園で開催され、東京の池袋サンシャインシティでも行われた。その後他の場所でも開催予定としている。

### ステージショー
今作から『プリパラ』としては初となるキャラクターによるステージショーが、2017年4月2日によみうりランドらんらんホールで開催された。その後定期的によみうりランドを中心に公演された。
登場するのはらぁら、ゆい、にの、みちる。らぁらは小さい姿と大きい姿の両方が登場する。また、司会はめが姉ぇのコスプレで登場し、めが姉ぇとしてストーリーに関わってくる他、公演によってはめが兄ぃに扮した男性の司会が一緒に登場することもある。
本編ストーリーの進行に伴い、一部ストーリーが変わったり、ショー中に歌われる曲が追加・変更されたりしている。

## ライブイベント
アイドルタイムプリパラ サマーアイドルライブツアー2017
2017年8月6日に豊洲PIT、同年8月20日にZepp Osaka Baysideで開催された。MY☆DREAM、SoLaMi♡SMILE、DressingPafé、Tricolore（ファルル役の赤﨑千夏はZepp Osaka Bayside公演のみ出演）、わーすたが出演。また、豊洲PIT公演のみNonSugarが出演。
アイドルタイムプリパラ み～んなあつまれヨコパマ！ゆめかわマジカるライブ
2017年10月13日から11月1日までDMM VR THEATERで上演された3DCGホログラフィックによるライブイベント。
来場者特典として会場限定のオリジナルプリチケが貰える。ライブには全公演に初音ミクがゲストキャラクターとして出演。また、公演期間によって変わるゲストキャラクターとして第1週はTricolore、第2週はTRiANGLEとNonSugar、第3週はファルルとジュリィが出演。
アイドルタイムプリパラ アイドルタイムプリパラ Winter Live 2017
2017年12月10日に幕張メッセで開催。MY☆DREAM、SoLaMi♡SMILE、DressingPafé、NonSugar、WITH、白玉みかん役の渡部優衣、ガァルル役の真田アサミ、紫京院ひびき役の斎賀みつき、緑風ふわり役の佐藤あずさ、北条コスモ役の山本希望、黄木あじみ役の上田麗奈、わーすたが出演。
「朝も!夜も!どんなときも!always WITH you!!」by アイドルタイムプリパラ
WITHによるライブイベント。2018年6月14日に東京都中野区の中野ZERO大ホール、同年7月22日に大阪府大阪市浪速区のなんばHatchにて開催。
プリパラ＆キラッとプリ☆チャンAUTUMN LIVE TOUR み〜んなでアイドルやってみた! 
「キラッとプリ☆チャン」とのクロスオーバーライブイベント。2018年9月9日に大阪府大阪市浪速区のなんばHatchにて、同年9月29日に東京都中野区の中野サンプラザホールにて開催。
み～んなでキラッとプリティーライブ2018
本作や「キラッとプリ☆チャン」を中心にしたプリティーシリーズのクロスオーバーライブイベント。2018年12月9日に千葉県千葉市美浜区の幕張メッセ展示ホール4（物販）,5（ステージ）にて開催。
Pripara Friendship Tour 2019 プロミス！リズム！パラダイス！
本作のツアーイベントで、2019年2月 - 4月にかけて、舞浜アンフィシアターとZepp Osaka baysideで6日間（全12公演）開催された。前述の通り、新曲が多数初披露されている。
WITH #IIZE Tour 2019 by IdolTimePripara
WITHによるライブイベント。2019年6月23日に舞浜アンフィシアター、同年7月15日に神戸国際会館ホールで開催された。
プリパラ＆キラッとプリ☆チャンAUTUMN LIVE TOUR 2019 ～キラッと！アイドルはじめる時間だよ！～
「キラッとプリ☆チャン」とのクロスオーバーライブイベント。2019年9月15日に舞浜アンフィシアター、同年9月22日にオリックス劇場で開催された。
プリパラ&キラッとプリ☆チャン Winter Live 2019
「キラッとプリ☆チャン」とのクロスオーバーライブイベント。2019年12月15日に幕張メッセイベントホールにて開催された。
Pripara Friendship 2020 パラダイストレイン！
2020年9月20日に昼夜2公演開催された無観客生配信のライブイベント。舞浜アンフィシアターのステージを使用し、ドローンによるカメラワークも使用された。本イベントにおいて、「バーチャルアイドルライフプロジェクト」としてアプリ「アイドルランドプリパラ」が2021年春に配信が開始されることが発表された。
プリパラ&キラッとプリ☆チャン　Winter Live 2020
「キラッとプリ☆チャン」とのクロスオーバーライブイベント。2020年12月6日に幕張メッセイベントホールにて開催された。
NonSugar スペシャルイベント「約束のてへペロピタですわ！」by プリパラ
2021年3月6日に開催されたNonSugar初の単独イベント。当初は2020年4月25日に大阪で、2020年5月16日に東京での開催が予定されていたがコロナ禍によって開催自粛となっていたが、1年近く延期されて開催された。無人島をイメージしたセットでライブや朗読劇などが実施され、新曲が5曲も披露された。また、NonSugarのアルバムの発売や本イベントのBlu-rayの発売、「アイドルランドプリパラ」の新キャラクターを香田澄あまりを飯田里穂が演じることなども発表された。
WITH/lations by IdolTimePripara
2021年5月8日に無観客生配信で開催されたWITH単独の3回目のライブイベント。当初は2020年4月4日に中野サンプラザで開催が予定されていたがコロナ禍により2020年5月2日に振替公演の予定が発表され、最終的には開催が自粛されたもの。イベントでは本ライブイベントのBlu-rayの発売や、「アイドルランドプリパラ」の新キャラクターとして橘龍丸が演じるマリオが登場することが発表された。

## 舞台
舞台『WITH by IdolTimePripara』のタイトルで、2020年12月10日から12日まで公演。Zepp DiverCityにて全6公演が行われた。
WITHが主役の舞台作品で、キャストは声優陣が担当する。脚本はアニメ版の監督である森脇真琴の監修が入っている。
キャスト
- 夢川ショウゴ - 山下誠一郎
- 三鷹アサヒ - 小林竜之
- 高瀬コヨイ - 土田玲央
- シンヤ - 河合健太郎
- ウシミツ - 鵜澤正太郎
- めが兄ぃ - 大橋典之
- 雨宮春希 - 大崎捺希
- アンサンブル - 向井達哉、瑞野史人、朝間優

スタッフ
- 原作 - タカラトミーアーツ、シンソフィア
- 原案 -  土屋理敬
- 原案監修 - 森脇真琴 
- 演出/脚本 - 村井雄（KPR/開幕ペナントレース）
- 美術 - 竹邊奈津子
- 技術監督 - 寅川英司
- 舞台監督 - 渡部景介
- 照明 - 大波多秀起
- 音響 - 野中明（PROFIT）
- 衣裳 - DATTO
- ヘアメイク - 小川万理子（raftel）
- 振付 - FunX（ファンクス）
- 歌唱指導 - 設樂咲枝
- 宣伝美術 - 五島英一
- 演出助手 - 高崎拓郎（KPR/開幕ペナントレース）
- 演出部 - 横濱なつ美、多和田仁
- 小道具 - 枦山兼
- 制作 - Office ENDLESS
- 特別協賛 - 株式会社タカラトミーアーツ
- 主催 - エイベックス・ピクチャーズ株式会社

## 関連商品

### シングル
| 発売日         | タイトル           | 規格品番   | 備考             |
| -------------- | ------------------ | ---------- | ---------------- |
| 2017年7月26日  | アイドル：タイム!! | EYCA-11459 |                  |
| 2017年10月18日 | 最上級ぱらどっくす | AVCD-39378 | [ 注 56 ] [ 35 ] |

### アルバム
CD+DVD盤のタイトルには「DX」が付く。
| 発売日         | タイトル                                                         | 規格品番        | 規格品番      | 備考       |
| 発売日         | タイトル                                                         | CD+DVD          | CD            | 備考       |
| -------------- | ---------------------------------------------------------------- | --------------- | ------------- | ---------- |
| 2017年7月26日  | アイドルタイムプリパラ♪ソングコレクション ～ゆめペコ～           | EYCA-11460/B    | EYCA-11461    |            |
| 2017年12月6日  | アイドルタイムプリパラ♪ソングコレクション ～ゆめペコおかわり！～ | EYCA-11670/B    | EYCA-11671    |            |
| 2018年6月27日  | アイドルタイムプリパラ☆ミュージックコレクション                  | EYCA-11672～3/B | EYCA-11674～5 |            |
| 2018年11月28日 | アイドルタイムプリパラ ULTRA MEGA MIX COLLECTION                 | -               | EYCA-12060    |            |
| 2019年3月27日  | プリパラ＆アイドルタイムプリパラコンプリートアルバムBOX          | -               | EYCA-12532    |            |
| 2019年9月11日  | プロミス！リズム！パラダイス！                                   | -               | EYCA-12613    |            |
| 2019年10月23日 | ALWAYS WITH YOU!!!                                               | -               | EYCA-12620    | 通常盤     |
| 2019年10月23日 | ALWAYS WITH YOU!!!                                               | -               | EYCA-12618/9  | 初回限定盤 |

### DVD・Blu-ray

#### 本編DVD・Blu-ray BOX
いずれもDVDは3枚組、Blu-rayは2枚組にて収録。レンタルDVDも2017年10月から2018年5月まで順次リリースされた。
| 巻数  | ソフト  | 話数            | 規格品番       | 発売日         | 備考                                                                  |
| ----- | ------- | --------------- | -------------- | -------------- | --------------------------------------------------------------------- |
| Vol.1 | DVD     | 第1話 - 第12話  | EYBA-11614～6  | 2017年11月24日 | 初回特典は三方背BOX、絵コンテ、特製ブックレット、プロモマイチケ付き。 |
| Vol.1 | Blu-ray | 第1話 - 第12話  | EYXA-11627～8  | 2017年11月24日 | 初回特典は三方背BOX、絵コンテ、特製ブックレット、プロモマイチケ付き。 |
| Vol.2 | DVD     | 第13話 - 第24話 | EYBA-11617～9  | 2018年1月26日  | 初回特典は三方背BOX、絵コンテ、特製ブックレット、プロモマイチケ付き。 |
| Vol.2 | Blu-ray | 第13話 - 第24話 | EYXA-11629～30 | 2018年1月26日  | 初回特典は三方背BOX、絵コンテ、特製ブックレット、プロモマイチケ付き。 |
| Vol.3 | DVD     | 第25話 - 第36話 | EYBA-11620～2  | 2018年3月30日  | 初回特典は三方背BOX、絵コンテ、特製ブックレット、プロモマイチケ付き。 |
| Vol.3 | Blu-ray | 第25話 - 第36話 | EYXA-11631～2  | 2018年3月30日  | 初回特典は三方背BOX、絵コンテ、特製ブックレット、プロモマイチケ付き。 |
| Vol.4 | DVD     | 第37話 - 第51話 | EYBA-11623～6  | 2018年5月25日  | 初回特典は三方背BOX、絵コンテ、特製ブックレット、プロモマイチケ付き。 |
| Vol.4 | Blu-ray | 第37話 - 第51話 | EYXA-11633～4  | 2018年5月25日  | 初回特典は三方背BOX、絵コンテ、特製ブックレット、プロモマイチケ付き。 |

#### その他
| 発売日        | タイトル                                                                                   | 規格品番     | 規格品番     | 備考                                         |
| 発売日        | タイトル                                                                                   | DVD          | Blu-ray      | 備考                                         |
| ------------- | ------------------------------------------------------------------------------------------ | ------------ | ------------ | -------------------------------------------- |
| 2017年12月8日 | アイドルタイムプリパラ サマーライブ2017                                                    | EYBA-11711   | EYXA-11712   | [ 114 ]                                      |
| 2018年12月7日 | スペシャルイベント『朝も! 夜も! どんなときも! always WITH you!!』by アイドルタイムプリパラ | EYBA-12060/B | EYXA-12061/B | CD同時収録。初回特典はジャケット柄ステッカー |

### 漫画
ちゃお・ファンブック連載版
『ちゃお』で2017年6月号から2018年4月号まで連載されていた。作画は辻永ひつじ。前作同様ファンブックにも辻永による描き下ろしの漫画が掲載されることがある。
ちゃお掲載版、ファンブック掲載版に限り『ゆめかわパワーでめざせ！神アイドル』のサブタイトルが付く。
男子プリパラ Be "WITH" You
『Sho-Comi』18号および2018年1月号にて読み切り掲載。作画はえりんご。ダンプリのWITHを主役としたスピンオフ作品となっている。2018年1月号では付録としてドリマイチケ『WITHエスコートパープルコーデ』などが付けられる。

### 公式ムック本
小学館より発売。
- アイドルタイムプリパラ アイドルずかん（2017年8月23日発売、ISBN 978-4-09-750422-1）

## その他
2017年6月2日の『東京おもちゃショー2017』にて、お米好きなキャラクターである夢川ゆいが、JA全農より『お米応援大使』に任命された。